# Исаакиевская площадь

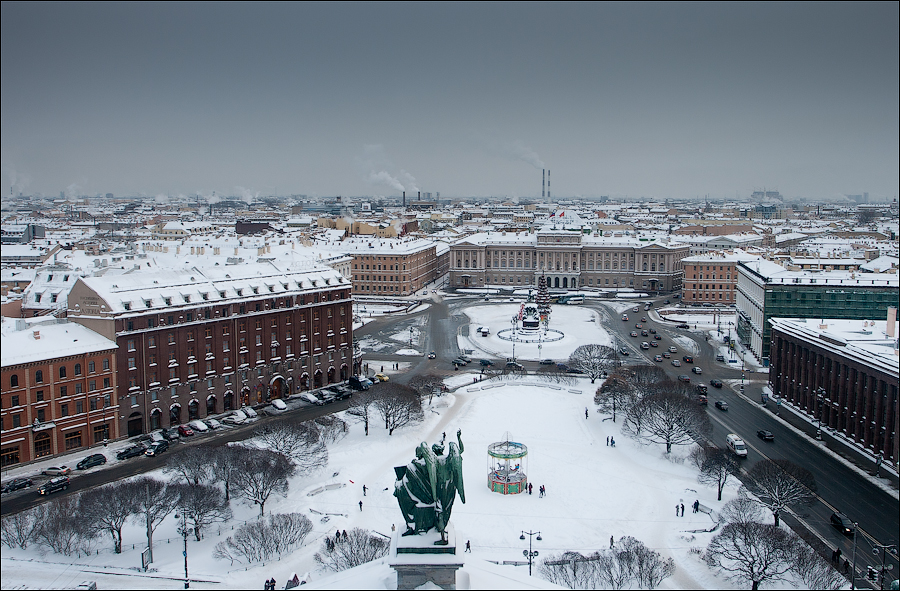
Ансамбль Исаакиевской площади. Вид с Исаакиевского собора зимой

Исаа́киевская площадь — площадь, расположенная в Адмиралтейском муниципальном округе Адмиралтейского района Санкт-Петербурга. С севера ограничена Адмиралтейским проспектом, с юга — Мариинским дворцом. Наряду с Дворцовой и Сенатской площадями, Исаакиевскую традиционно относят к архитектурному ансамблю центральных площадей города. Из-за размещения в Мариинском дворце Законодательного собрания Санкт-Петербурга, Исаакиевская площадь считается главной административной. В составе исторической застройки центра Санкт-Петербурга площадь включена в список Всемирного наследия.
Площадь обладает большим культурно-историческим значением — здесь расположено множество памятников истории и архитектуры XIX—XX веков, в том числе Исаакиевский собор, Мариинский дворец, гостиницы «Астория» и «Англетер». Соседство с основными достопримечательностями и престижными отелями города делает Исаакиевскую площадь привлекательной для туристов. Почтовый индекс строений на площади — 190000 и 190107.

## История
Архитектурный облик площади складывался на протяжении 300 лет: за это время площадь неоднократно меняла названия, границы, строились и сносились здания.

### Название[5]
В первой половине XVIII века участок, расположенный между Большой Морской улицей и рекой Мойкой, застраивался торговыми рядами, в связи с чем 20 апреля 1738 получил официальное название Торговая площадь. Тогда же территория, ныне занимаемая Сенатской площадью, получила название Исакиевская. При этом участок между рекой Мойкой и будущим Мариинским дворцом к Торговой площади не отнесли. Только в 1849 году по окончании возведения Мариинского дворца территория между последним и Мойкой обзавелась собственным названием — Мариинская площадь.
Только в 1793 году площадь между Конногвардейским бульваром и Мойкой стала Исакиевской (или Исаакиевской). В 1870 году Мариинскую площадь расширили до Большой Морской улицы. 5 марта 1871 Мариинская площадь из-за расположения на ней конного памятника Николаю I была переименована в Николаевскую. Новое название, однако, не прижилось и исчезло с карт в 1917.
6 октября 1923 года Исаакиевская площадь была снова переименована, на этот раз в площадь имени Воровского. В 1929 Мариинская площадь вошла в состав площади Воровского. 13 января 1944 историческое название было возвращено — площадь снова стала Исаакиевской.

### Предыстория. «Земля при Адмиралтействе»

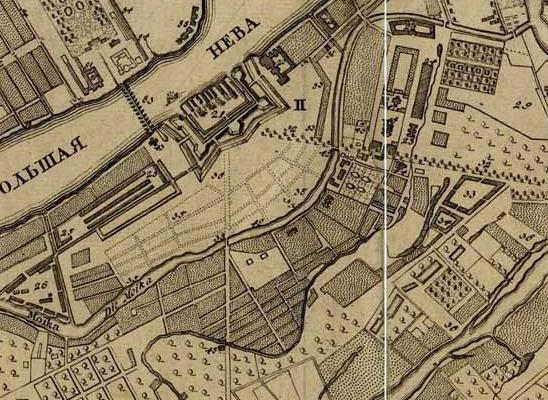
Окрестности Адмиралтейства в 1737 году.

До начала строительства города на месте, зажатом между Невой и Мойкой, располагалось село Гавгуево, в связи с чем окрестности были в какой-то мере освоены, обжиты. С самого начала своего существования Санкт-Петербург развивался в первую очередь как морской порт. В 1704 году на левом берегу Невы было заложено Главное Адмиралтейство, бывшее одновременно и верфью и крепостью. Военная наука тех лет предусматривала устроение вокруг крепости обширного открытого пространства: эспланады или гласиса. За гласисом (располагавшимся на месте современных Сенатской площади и Александровского сада) и Адмиралтейским лугом селились работники верфей Адмиралтейства, сформировалась Морская слобода, растянувшаяся от Малой Морской улицы до реки Мойки. Морская слобода, также известная как Офицерская или Адмиралтейская, числилась «землёй при Адмиралтействе». В 1710 году на месте нынешнего Медного всадника в помещении «чертежного анбара» была освящена самая первая деревянная Исаакиевская церковь. Возле церкви к 1710 году находились большие мазанки князя Александра Меншикова. Через некоторое время мазанки были снесены, и на их месте были возведены каменные «полаты». После опалы Меншикова палаты перешли к фельдмаршалу Миниху. Впрочем, последний выменял эти владения у канцлера Остермана на дворец на Васильевском острове.
В 1711—1720 годах от рва адмиралтейства к реке Мойке был прорыт Адмиралтейский канал. Последний соединялся с Мойкой в районе Исаакиевской площади проходившим примерно по современной улице Якубовича Мастерским каналом.

Исаакиевская площадь прорезана небольшим каналом, шедшим от Адмиралтейства и доходившим до Крюкова канала…
— Воспоминания А. П. Бутенкова
В середине 1710-х Адмиралтейство утратило своё фортификационное значение, гласис и эспланада были устранены. Более необходимости в открытых пространствах вокруг Адмиралтейства не было, и территории начали активно застраиваться, расширялась Морская слобода. При этом Сенатская и Исаакиевская площади разделены не были и образовывали единое пространство. Застройка была хаотичной, на территории современной площади стояли в основном частные, «казённые» дома, преимущественно деревянные и мазанковые. Неоднократно предпринимались попытки проложить в тех местах улицы европейского стандарта. Например, в 1719 зодчему Н. Ф. Гербелю поручили проложить в слободе новые улицы. С 1717 по 1727 год длилось возведение новой, каменной, уже второй по счёту Исаакиевской церкви. Длина церкви составляла 28 саженей «с половиною вершка», ширина — 9,5 саженей и 3 вершка, высота колокольни — 12 саженей, 2 аршина и 2,5 вершка. В 1742 по бокам церкви были сооружены галереи «для подкрепления оной». В общем и целом работы по сооружению храма затянулись до 1750-х. Первоначальный автор проекта церкви — Г. И. Мартанови. К 1736 году Морская слобода насчитывала ок. 520 домов.
11 августа 1736 года в Петербурге случился пожар, нанёсший большой вред городу. Он уничтожил почти всю деревянную застройку в районе реки Мойки. По разным оценкам огонь истребил ок. 100 домов. В 1737 году ситуация повторилась: центр города снова был охвачен пожаром. На этот раз почти полностью выгорела Морская слобода, от пламени пострадал весь Адмиралтейский остров. Из 520 домов слободы после пожара осталось только 173. Случившиеся происшествия стали толчком для создания в том же году Комиссии о Санкт-Петербургском строении, предпринявшей ряд мер по улучшению пожарной безопасности и изменению облика всего города. Проводились работу по углублению дна Мойки и по укреплению её берегов. В районе Вознесенского проспекта через Мойку был переброшен, спроектированный Г. ван Болесом деревянный разводной мост. Также предполагалось сооружение у будущей площади пристани. К мосту вёл узкий проход, зажатый с двух сторон домами по набережной. Отдельное внимание уделялось площадям, которые по мнению Комиссии должны были быть культурными и торговыми центрами разных частей Санкт-Петербурга. 20 апреля 1738 года по решению Комиссии о Санкт-Петербургском строении современная Исаакиевская площадь получила официальное название Торговая площадь, соседняя современная Сенатская стала Исакиевской, а разводной мост через Мойку — Синим (каким он и остался до настоящего времени). Впрочем площадь за рекой Мойкой названием так и не обзавелась. В выборе сферы деятельности площади комиссия руководствовалась такими практическими соображениями:

по обеим сторонам оной перспективой улицы у Синего моста, для выгоды обывателям, оставить порожнее место на торговую площадь… для продажи всяких мелочных и овощных товаров, також и хлебных и харчевых припасов (кроме сырого мяса и солёной рыбы)
— из решения Комиссии о Санкт-Петербургском строении

### «Весьма хорошо обстроенная площадь»
Решение комиссии определило развитие площади, как важного торгового центра города. Развитие торговли ускорило темпы капитального каменного строительства на площади. Так, по просьбам купцов в 1741 году на месте современного дома 4 (одно из зданий министерства имуществ) по проекту архитектора К. Д. Трезини было возведено здание для торговых лавок. Фасад нового строения был обращён к площади. Формально здание относилось к Большой Морской улице, по которой располагались трёхэтажные жилые флигели при торговых палатах Первоначально на площади предлагалось размещение каменных торговых лавок для продажи продуктов с трёх сторон. С другой стороны площади, участок современного дома 13 (ещё одно здание министерства имуществ) долгое время пустовал, пока к середине столетия Анна Иоанновна не возобновила градостроительную политику Петра I, заключавшуюся в принуждении деловых людей строить дома в российской столице. В 1745 именной указ императрицы (выданный в Главной полицмейстерской канцелярии) обязывал купца Козму Семенова, сына Томашевскего построить на земле между нынешней Большой Морской улицей и рекой Мойкой дом. Строение было одноэтажным, с мезонином, главный фасад, выделенный 21 окном, был обращён на площадь.
В 1737 году Санкт-Петербург был поделён на 5 полицейских частей. Территория современной Исаакиевской площади состояла в Адмиралтейской полицейской части. Однако в 1799 году Адмиралтейская полицейская часть была разделена 4 новые части. Границей между I и II адмиралтейскими частями стала река Мойка, в связи с чем территория современной Исаакиевской площади была разделена между двумя административными образованиями.
В 1742 году, по словам А. И. Богданова, для морских солдатов и матросов были выстроены казармы («Адмиралтейския при Полковом Дворе Покои»). Ранее «Полковой Адмиралтейской Двор» размещался на месте нынешней Исаакиевской площади — «у Синяго Мосту, на берегу Мойки Речки». Перенос двора (а также казарм адмиралтейских плотников) состоялся «за ветхостию» его сооружений. Высвободившееся место решили использовать «для построения обывателских домов».
В 1755 году Соляная контора запросила участок для размещения лавок и амбаров. Согласно проекту, составленному архитектором Х. Кнобелем, на Мойке предполагалось возвести эллинг (помещение для постройки или ремонта судов на берегу), а на пристани у Синего моста — разгружать соль. По Вознесенскому проспекту планировалось соорудить лавки для продажи соли, по Большой Гостиной улице — амбары.
В 1760-х годах на углу Почтамтской (тогда — Большой дворянской) улицы для царедворца императрицы Екатерины Великой Льва Александровича Нарышкина был возведён особняк в стиле раннего классицизма, ныне известный как Дом Мятлевых. Принято считать, что здание сохранилось до наших дней без существенных изменений, в связи с чем этот дом неизвестного зодчего называют старейшим сохранившимся строением на Исаакиевской площади. Примерно тогда же (или же в 1770-х) один из двух участков, ныне относящихся к дому 4, был продан купцу Ф. В. Попову. Между двором последнего и торговыми лавками образовался Выгрузной переулок. В 1770-х годах дом купца Попова перешёл Афанасию Гонаропуло.

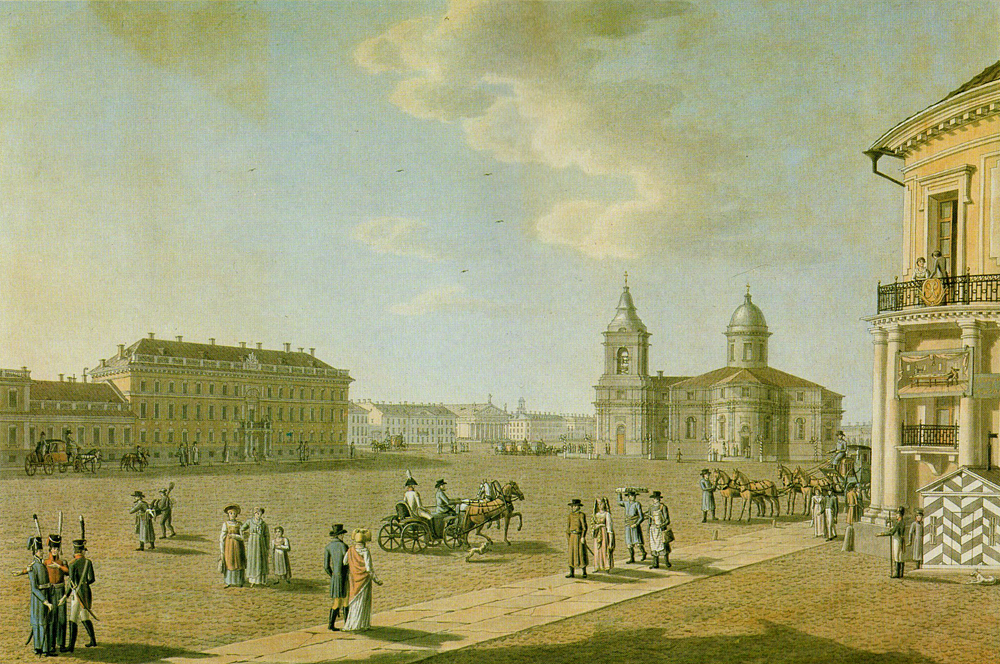
Третий Исаакиевский собор был возведён в 1768—1802 годах.

Изменения коснулись и южной окраины современной площади за рекой Мойкой. В 1761 году граф Иван Григорьевич Чернышёв приобрёл землю, ныне занимаемую Мариинским дворцом. Здесь к 1765 для Чернышёва зодчим Валлен-Деламотом был возведён дворец. Перед дворцом разбили парадный сад. После смерти графа в 1797 во дворце размещались коммерческие предприятия, торговые лавки. В 1810-х на участке дворца по проекту Карла Росси планировалось построить дворец для великого князя Михаила Павловича. Помимо возведения на месте бывших палат Чернышёва также предполагалось благоустройство прилежащих территорий. Было предложено снести частную застройку перед дворцом, за счёт чего расширить Синий мост, создать просторную площадь. Намеченные цели так и не были достигнуты. Для возведения дворца Михаилу Павловичу выбрали другое место.
В 1768 году императрица Екатерина II одобрила идею возведения новой, третьей Исаакиевской церкви по проекту архитектора Антонио Ринальди. По новому плану собор предполагалось сделать пятикупольным, в форме креста, а с запада возвести двухъярусную колокольню. На строительные работы из казны отпустили 254 684 рубля 74 копейки. Новый храм стали строить на новом месте: дальше от Невы и ближе к Мойке, именно на этом месте впоследствии был возведён окончательный, четвёртый вариант Исаакиевского собора. Новое здание разделило пространство между Невой и Мойкой на нынешние Исаакиевкую и Сенатскую площади. В строительстве использовался олонецкий мрамор. Однако в 1796 году Екатерина II скончалась, на престол взошёл Павел I, повелевший передать мрамор на строительство Михайловского замка. В проект недоделанного Исаакиевского собора внесли изменения: храму суждено было быть достроенным в кирпиче, в связи с чем пришлось уменьшить высоту колокольни, сделать главный купол приземистее, отказаться от возведения боковых куполов. Между тем строительство затянулось. Ринальди покинул России, из-за чего завершение работ поручили зодчему Винченцо Бренна. Храм закончили только к 1800 году. При этом отмечалось неудовлетворительно качество постройки. Так, во время одной из служб в соборе с потолка упал кусок отсыревшей штукатурки.
10 сентября 1777 года в Санкт-Петербурге случилось очередное разрушительное наводнение, о котором остались такие записи: «Людей потоплено сколько извѣстно: Въ Адмиралтейскихъ слободахъ: Боцманъ 1. Боцманъ же съ женою 2». В 1779 году А. И. Богданов отмечал, что на площади «одне извочики и колашники становятся».
О развитии торговли в районе Синего моста свидетельствует такое объявление 1783 года в Петербургских ведомостях:

Для известия. За Синим мостом подле дому госпожи княгини Голицыной у купца Гикгофа продаются самые свежие устерсы повольною ценою.
— Санкт-Петербургские ведомости, 16 (27) февраля 1783
Уже в 1794 году И. Г. Георги описывает площадь, как «весьма хорошо обстроенную».

### Начало XIX века. «Рабий рынок»
К концу XVIII века территории на севере современной площади принадлежали Исаакиевской церкви и были застроены в основном низкой деревянными и каменными хозяйственными строениями. В 1795 императрица Екатерина II пожаловала эти земли генерал-майору Кургановскому. Позже земли перешли по наследству княгине Шаховской. В конечном итоге в 1804 на этих территориях начала создаваться инфраструктура для Конногвардейского полка: манеж и казармы. В ходе работ по строительству манежа был засыпан Мастерской канал, проходивший приблизительно по улице Якубовича. Тогда же (конец XVIII — начало XIX веков) участок площади у Синего моста выполнял функцию своеобразной «биржи труда» для многих строительных кадров. Здесь можно была нанять свободных или купить крепостных плотников или каменщиков. В народе за эту особенность площадь получила название «рабий рынок».

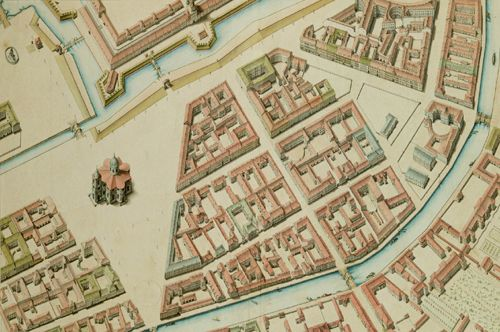
Площадь в 1829 году, перспективный план

В 1810 году Александр I поручил архитектору Строительной комиссии Императорского кабинета А. А. Модюи разработку проекта регулирования и оформления территории перед императорской резиденцией Зимним дворцом, Адмиралтейского луга и Исаакиевской площади. Представленные проекты были одобрены, однако началу реализации проектов помешало изменение международной обстановки.
1 марта 1818 года, было начато строительство чугунного Синего моста по проекту В. И. Гесте. Проезд по мосту открылся уже 20 ноября 1818 года. Во время петербургского наводнения 7 ноября 1824 года Исаакиевская площадь была затоплена так, что из воды были видны только одни здания. Это событие отразилось в городском фольклоре и искусстве.
14 декабря 1825 года на соседней Сенатской площади произошло восстание декабристов. Бои и стычки затронули также и нынешнюю Исаакиевскую площадь. По рассказам современников представители рода Мятлевых сражались под окнами своего дома, и сейчас известного, как дом Мятлева. Русский историограф Карамзин так засвидетельствовал обстановку в городе на момент восстания в своём письме к И. И. Дмитриеву:

Я был во дворце с дочерьми, выходил и на Исаакиевскую площадь, видел ужасные лица, слышал ужасные слова, и камней пять-шесть упало к моим ногам.
— Письмо Николая Карамзина Ивану Дмитриеву от 19 декабря 1825 года.
В 1840-х начал складываться ансамбль Исаакиевской площади, каким мы видим его сейчас; к 1850-м независимо от усилий по развитию северной окраины площади и Исаакиевского сквера сформировалась южная часть ансамбля. На месте выкупленных в казну и разобранных квартала особняков XVIII века и дворца Чернышёва (правда, использованием его стен) в 1839—1844 по проекту Штакеншнейдера возвели Мариинский дворец, завершивший пространство Исаакиевской площади с юга. Устранение застройки у южного берега Мойки позволило отодвинуть объём Мариинского дворца вглубь площади, подальше от старой линии фасадов. Улучшился обзор как Исаакиевского собора, так и новоотстроенного дворца; оба сооружения оказались соотнесены с масштабами образовавшейся перед ними вытянутой площади. В 1842 Синий мост был расширен до 99 метров, фактически став частью площади, получившую в связи с этим событием недостающие цельность и глубину. В 1844—1853 годах Николаем Ефимовичем Ефимовым прилегающая к Мойке часть площади в 1844—1853 годах была оформлена единым ансамблем, состоящих из двух одинаковых зданий (ныне — дома 4 и 13 по Исаакиевской площади). Заказчиком выступило Министерство государственных имуществ. В планах Николая Ефимовича было также возведение третьего здания в таком же оформлении между двумя уже построенными вдоль Большой Морской улицы. При этом единое пространство площади делилось бы на две части. В таком случае был бы закрыт вид на Исаакиевский собор из Мариинского дворца, что вероятно послужило причиной отказа от этого проекта. Два новых здания на Исаакиевской площади «подарили» ансамблю композиционную законченность. Впрочем, низкообъёмные строения на угловых участках ещё нарушали масштабную целостность, которую удалось достичь лишь в XX веке.
В 1840-х по указанию Николая I часть адмиралтейского канала от Адмиралтейства до Крюкова канала была взята в трубу, на месте искусственного водоёма проложили Адмиралтейский проезд, разбили Конногвардейский бульвар.

За Исаакиевским собором опять новая площадь, открывшаяся сломкой огромного дома Горанопуло и арками через Мойку, пристроенными к Синему мосту. Противу этой площади красуется новый дворец прекрасной архитектуры. Таким образом, вся эта часть города… приняла совершенно новый вид и новые размеры. Это новый город.
— Северная пчела № 210, 1844 год

### Возведение Исаакиевского собора. Деятельность «Комитета красоты и архитектурной дисциплины»
Неудовлетворительное качество постройки Третьего Исаакиевского собора, а также его дисгармония с формирующимся ансамблем Исаакиевской площади заставила царствующего тогда императора Александра I прибегнуть к действиям. Ещё в 1813 году был объявлен конкурс проектов нового Исаакиевского собора. Государь требовал перестройки собора, в связи с чем работа по отбору лучших проектов была ускорена. Уже весной 1818 года Александр отпустил из казначейства первые средства для строительства по смете Монферрана. К 1841 году здание было уже готово, однако отделка помещений и фасадов задержало освящение собора ещё на 17 лет.
Вместе с возведением Исаакиевского собора Монферран, как архитектор, решал, как подобающе оформить пространство вокруг храма, в том числе Исаакиевскую площадь. Последняя должна была соответствовать новой архитектурной доминанте города, вписаться в ансамбль центральных площадей Санкт-Петербурга. Считается, что Монферрану удалось сделать собор вместе с площадью важным архитектурным акцентом в силуэте города. Градостроительная политика в Санкт-Петербурге того времени во многом исходила из желания императора Александра I сделать город на Неве «краше всех посещённых столиц Европы». В этой связи в 1816 году был сформирован Комитет для строений и гидравлических работ (впрочем, современники величали эту структуру «Комитетом красоты и архитектурной дисциплины»), которому в числе прочего было предписано заниматься «урегулированием улиц и площадей». В комитет пригласили знаменитых на то время инженеров (например, В. К. Третера, П. П. Базена или А. Д. Готмана) и архитекторов, таких как А. А. Модюи, К. И. Росси, В. П.Стасов, .

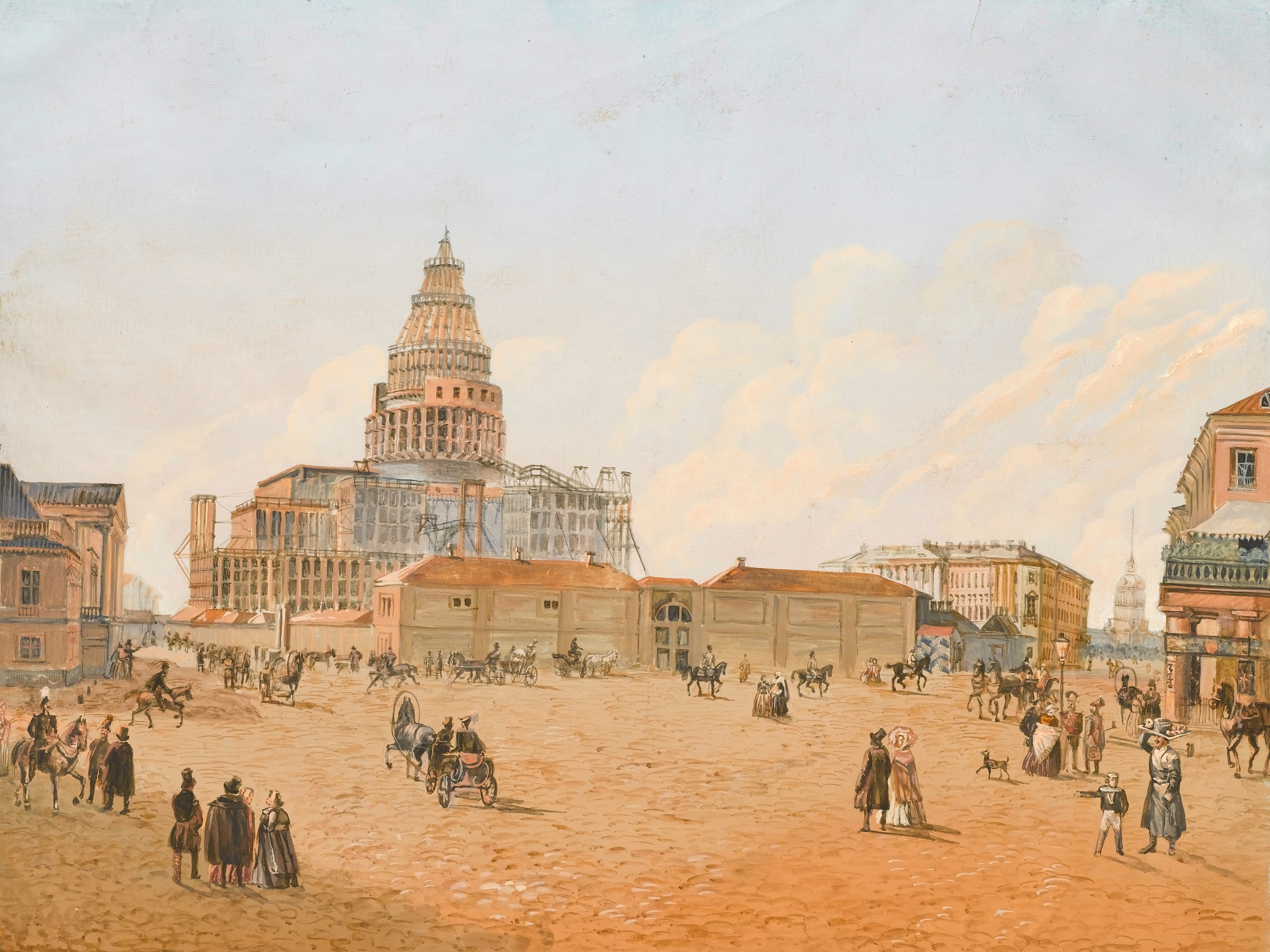
Исаакиевский собор в лесах, вид со стороны Исаакиевской площади. 1840-е гг.

В 1820 году Монферран представил первоначальный проект планировки архитектурного ансамбля Исаакиевской площади, впоследствии этот проект изменялся лишь незначительно. Согласно Генеральному плану 1825 года зодчий предполагал напротив южного фасада Исаакиевского собора разбить четырёхугольный сквер. Южная сторона этого сквера продолжала бы Большую Морскую улицу и завершала бы Исаакиевскую площадь. В этом сквере против южного портика Исаакия Монферран предлагал на овальном основании установить памятник с прямоугольным в плане пьедесталом. Дом Мятлева, по мнению архитектора, нарушал правильность прямоугольной формы площади и подлежал сносу. План Монферрана затрагивал также и Сенатскую площадь: зодчий предлагал перенести Медного всадника ближе к собору. А. И. Мельников, В. П. Стасов]], а также другие члены комитета Академии художеств, отвечавшие за проект Исаакиевского собора, поддерживали вариант Монферрана, однако, всё-таки, были против изменения фасадов зданий, окружавших собор, а также скептически отнеслись к идее перенесения Медного всадника. Кроме того, Монферрану не нравилась форма северной части Исаакиевской площади, представлявшая собой неровную трапецию. В связи с этим, была предусмотрена перепланировка пространства вокруг будущего собора. Было решено сделать северную часть площади прямоугольной, отдав треугольный участок величиной в 5400 м² между Исаакиевским собором, Адмиралтейским и Вознесенским проспектами под застройку. В результате на этом участке возвели резиденцию для князя А. Я. Лобанова-Ростовского.
Параллельно с Монферраном над обустройством и архитектурным обликом Исаакиевской площади работал зодчий Антуан Франсуа (Антон Антонович) Модюи. Летом 1816 года Модюи «принялся за составление проектов для нового устройства внутренних населеннейших частей города». В основу разработки проекта легли материалы перепланировки центральных площадей разработанные Модюи в 1810 году. В рамках этой деятельности был подготовлен проект Исаакиевской площади. Спустя 10 лет, 9 июня 1826 проекты Антона Антоновича, касавшиеся «урегулирования Исаакиевской, Сенатской и Дворцовой площадей» были приняты к рассмотрению. В течение того же 1826 было дано решение. Тем не менее, воплотить свои проекты в жизнь Модюи поручено не было. Проектами зодчего воспользовался уже Огюст Монферран.
Впрочем, изменение фасадов, перенос памятника Петру, устранение Дома Мятлевых и даже установка памятника Николаю I в сквере так и остались на тот момент неосуществлёнными. Зато был разбит сквер перед южным фасадом Исаакия, задуманный Монферраном в проектах 1820 и 1825 годов. Сквер существует до сих пор.
Некоторые интересные предложения относительно Исаакиевской площади не раз высказывал Карл Росси. Ещё в 1817 году Росси работал над проектом перестройки дома Чернышёва (расположен на месте современного Мариинского дворца); зодчий предложил возвести строение монументального характера, которое бы в большей степени гармонировало с Исаакиевским собором. Карл Иванович подготовил проект здания Кабинета Министров на месте дома Чернышёва. В 1834 архитектор представил проект дома Удельного департамента. Обе задумки так и остались на бумаге. Росси создал 2 собственных варианта планировки Исаакиевской площади, разработанные, по всей видимости, в 1847 году (то есть незадолго до смерти). В них зодчий предполагал сохранить существующую застройку вокруг Исаакиевского собора. Согласно одному из проектов предлагалось установить в центре сквера обелиск, изготовленный из цельной глыбы сердобольского гранита, у подножия которого помещались бы аллегорические фигуры русских рек. В соответствие с иным вариантом на том же участке разбивался обнесённый железной решёткой сквер, а в нём сооружался фонтан. По краям площади у Синего моста и берега Мойки создавались бульвары.
Цель, преследуемая Росси во втором проекте, заключалась в том, чтобы

придать площади достойный вид, так как Исаакиевский собор сохранит свою монументальную важность, зелёный сквер и боковые бульвары украсят местность, скроют большую часть неправильных выступов, а из Мариинского дворца перспективный вид будет, удовлетворительный для глаз.

Некоторые замыслы Росси осуществились (в том числе Монферраном), некоторые — нет.
    Устройство фундамента для ограды:

    Сдѣланъ бутъ подъ тротуаръ шир. 6 арш., глуб. 2¼ аршина, — подъ ограду 4 арш. шир., 3 аршина глубиною, всего 935 кубичес. саж. по 38 р. — 34,595 р.
<…>

    Въ этотъ бутъ употреблены также старый мраморъ, гранитъ и плита, оставшіеся отъ работъ Собора.
В 1844 году Огюстом Монферраном на суд комиссии был представлен проект ограды и тротуаров вокруг строящегося храма. Предусматриваемая проектом ограда состояла бы из цоколя и балюстрады. По замыслу архитектора участки ограды разделялись 20 пьедесталами, 8 из которых венчались скульптурами православных святых, а остальные 12 — канделябрами газового освещения. В полуциркульных подъездах к собору напротив выходов планировалось установить колонны высотою 6,5 м, оборудованные газовыми фонарями. Декоративные элементы (скульптуры, канделябры, балюстрада) предполагалось отлить из чугуна. Также было задумано выложить тротуар из сердобольского гранита, в то время как пространство за оградой вымостить лещадками из красного мрамора. Границу пешеходной и проезжей частей было предложено оформить бордюром из красного гранита. Комиссия этот проект одобрила, однако император (Николай I) постановил: «…сделать фундамент для ограды и тротуар, а устройство самой ограды, так как её всегда можно сделать впоследствии, отложить». В результате ограда так и не была сделана подобающим образом, собор и по сей день окружён временной металлической решёткой.
В 1855 году Монферран подготовил окончательный проект площади и сквера на ней. 2 мая 1856 года этот вариант устройства площади был утверждён. Согласно ему фонтан должен был быть установлен на месте, ныне занимаемом памятником, а памятнику отводилось место в Исаакиевском сквере. Однако через месяц император Александр II распорядился изменить утверждённый проект. Самодержец постановил поменять памятник и фонтан местами. В конечном итоги памятник Николаю I установили, но для фонтана места в сквере не нашлось.
В общем и целом возведение собора растянулось на 40 лет с 1818 по 1858. Не случайно петербуржцы окрестили строительную площадку вокруг Исаакиевского собора «Исаакиевской деревней».

### Конец XIX — начало XX века
В конце 1850-х годов завершались отделочные работы Исаакиевского собора. Многочисленные мастерские, бараки и ограждения исчезли с площади. Собор наконец освятили
Последнюю (под стать остальным в городе) вымостили булыжником; торцовая полоса предназначалась только для царского проезда. Весной 1860 года под руководством инженера Ратькова и чертёжника С. Яковлева шли работы по созданию и благоустройству Исаакиевского сквера. Сквер открылся 19 июля 1860 года. В 1865—1867 годах сквер подвергся перепланировке по проекту художника Е. Одинцова. В частности, территорию Исаакиевского сквера огородили чугунной изящной решёткой (1866), происходило озеленение — были посажены деревья. В конце XIX века за счёт выпрямления дорожек и появления небольших площадок, ранее пейзажная планировка сквера стала регулярной.
| |                                                                       |
| Вид на «площадь Государственного Совета» конца XIX века: со стороны Исаакиевского собора (слева) и Мариинского дворца (справа) |                                                                       |
| |                                                                       |
| Гренадер-часовой на площади у памятника, 1896 год                                                                              | Иллюминированная ротонда по случаю 300-летия дома Романовых, 1913 год |

В 1878 году по случаю возвращения российских войск из Болгарского похода Русско-турецкой войны 1877—1878 годов на площади установили тройную арку с надписью «Русскому храброму и победоносному воинству от обывателей Большой Морской».
Рядом с памятником Николаю I (а также, впрочем, у Александрийского столпа) находился часовой пост. Часовыми служили седобородые старики-инвалиды из роты дворцовых гренадер. Старики были облачены в чёрные шинели с белыми ремнями крест-накрест на спине. В зимнее время гренадерам полагались валяные сапоги с кенгами, которыми, по свидетельствам современников, старики «шаркали». У каждого инвалида была большая лядунка, старинное ружьё со штыком на конце, на голове — высокие шапки, а на груди — полученные за время службы медали, кресты. Отдыхали эти старики в полосатой будке, находящейся неподалёку. Зимой лёд на Мойке у районе Исаакиевской площади был крепким, толстым, надёжным, в связи с чем сооружались катки и ледяные горы. По воскресениям катание сопровождалось игрой духового оркестра. Изначально освещение катков и ледяных гор осуществлялось керосиновыми фонарями, но позднее — электрическими.
В 1907 году через площадь по Конногвардейскому бульвару от Александровского сада до Николаевского моста (а там — до Кронштадтской пристани) прошла первая в Петербурге трамвайная линия. Постепенно трамваи стали основным видом транспорта и вытеснили конки.
В 1910 году, исходя из эстетических соображений вырубили деревья Исаакиевского сквера: кроны деревьев закрывали собой Исаакиевский собор. Также была ликвидирована изящная решётка. Сквер стал партерным. В 1911—1912 годах сквер был перепланирован садовым мастером Р. Ф. Катцером.
К празднованию 300-летия дома Романовых в 1913 году на площади возвели временную ротонду.
1 августа 1914 года Российская империя вступила в Первую мировую войну. В связи с этим антинемецкие настроения в Санкт-Петербурге только усилились. Погромы охватили весь город, горожане поджигали немецкие магазины и предприятия. Дошло до переименования столицы на русский лад: Санкт-Петербург стал Петроградом. Вечером 22 июля (4 августа) очередная антинемецкая демонстрация направилась к германскому посольству на Исаакиевской площади. Толпа подвергла здание погрому. Герб враждебной империи сбросили и утопили в Мойке. Бронзовую скульптурную группу на крыше также попытались сломать, однако поддалась лишь фигура возничего. Скульптуры коней и возницы по указанию полиции впоследствии были демонтированы рабочими. Судьба этих фигур неизвестна.

### Советское время
Исаакиевская площадь находилась в самой гуще революционных событий 1917 года. По воспоминанием очевидцев событий в те дни на площади, а также на соседних улицах шли бои революционных сил с юнкерами, сооружались баррикады.
В 1917 году дореволюционная система административно-территориального деления города была серьёзно реформирована. Вся территория нынешней площади вошла в состав сначала 3-го Городского района, впоследствии переименованного в Октябрьский.
23 сентября 1924 года снова случилось катастрофическое наводнение. Очевидцы запечатлели произошедшее:
Вода пробралась к Вознесенскому проспекту. Исаакиевский собор и Зимний дворец представляли собой острова.
19 августа 1991 года c 10:00 утра на Исаакиевской площади, перед Мариинским дворцом, проходил стихийный многотысячный митинг. Собравшиеся горожане выражали поддержку Совету народных депутатов Ленинграда, мэру города Анатолию Александровичу Собчаку и президенту РСФСР Борису Николаевичу Ельцину, а также требовали не дать «профашистским группировкам» прийти к власти в стране. В 16:30 началась чрезвычайная сессия Ленсовета в Мариинском дворце, в ходе которой было решено не признавать ГКЧП и не вводить в Ленинграде чрезвычайное положение. Митингующие горожане принялись создавать на ближних подступах к площади завалов, баррикад. Впрочем, председатель Ленсовета Александр Николаевич Беляев призвал участников митинга к порядку и не мешать общественному транспорту.
| | | |
| Демонстрации конца 1910-х — начала 1920-х годов на Исаакиевской площади. Справа: митинг с участием В. И. Ленина (внизу в центре на фотографии) | Демонстрации конца 1910-х — начала 1920-х годов на Исаакиевской площади. Справа: митинг с участием В. И. Ленина (внизу в центре на фотографии) | Площадь во время Блокады Ленинграда, 1942. Обратите внимание на закамуфлированный памятник Николаю I на переднем плане и Исаакиевский сквер на заднем |

### Современность
С 1994 года в РФ проводится День России. В рамках этого праздника, стало традицией устраивать на Исаакиевской площади концерт, а в ходе празднования Нового года на площади принято устанавливать декоративную карусель.
В настоящее время на Исаакиевской площади регулярно проходят народные собрания — пикеты, митинги, марши несогласных. На демонстрации собираются представители самых разных общественных движений, политических партий, профессиональных союзов, меньшинств и т. п.

## Схема площади
|                                                              | \| 1 — Конногвардейский манеж.➤ \| \| 2 — Исаакиевский собор.➤ \| \| 3 — Исаакиевский сквер.➤ \| \| 4 — Памятник Николаю I.➤ \| \| 5 — Дом Лобанова-Ростовского — Здание военного министерства.➤ \| \| 6 — Особняк Миллера.➤ \| \| 7 — Дом министерства государственных имуществ, дом 4.➤ \| \| 8 — Дом министра государственных имуществ, дом 13.➤ \| \| 9 — Особняк Зубова — Российский Институт истории искусств.➤ \| \| 10 — Мариинский дворец.➤ \| \| 11 — Доходный дом Китнера.➤ \| \| 12 — Доходный дом Шиля.➤ \| \| 13 — Дом Мятлевых.➤ \| \| 14 — Гостиница «Англетер».➤ \| \| 15 — Дом Германского посольства.➤ \| \| 16 — Гостиница «Астория».➤ \| |
| 1 — Конногвардейский манеж.                                  | |
| 2 — Исаакиевский собор.                                      | |
| 3 — Исаакиевский сквер.                                      | |
| 4 — Памятник Николаю I.                                      | |
| 5 — Дом Лобанова-Ростовского — Здание военного министерства. | |
| 6 — Особняк Миллера.                                         | |
| 7 — Дом министерства государственных имуществ, дом 4.        | |
| 8 — Дом министра государственных имуществ, дом 13.           | |
| 9 — Особняк Зубова — Российский Институт истории искусств.   | |
| 10 — Мариинский дворец.                                      | |
| 11 — Доходный дом Китнера.                                   | |
| 12 — Доходный дом Шиля.                                      | |
| 13 — Дом Мятлевых.                                           | |
| 14 — Гостиница «Англетер».                                   | |
| 15 — Дом Германского посольства.                             | |
| 16 — Гостиница «Астория».                                    | |

## Ансамбль площади
Архитектурными доминантами площади являются Исаакиевский собор, Мариинский дворец, а также конный памятник Николаю I.
В разных источниках нумерация домов разнится. Так, по некоторым данным дом № 1 по Исаакиевской площади — это Конногвардейский манеж, по другим — Исаакиевский собор. Ряд источников утверждает, что к Исаакиевскому собору относится дом № 4. Из-за того, что в одном месте нечётные стороны Вознесенского проспекта и Исаакиевской площади совпадают, дома № 8, 10 и 12 по площади отсутствуют и им соответствуют Доходный дом Шиля, гостиницы «Англетер» и «Астория».

### Конногвардейский манеж (№ 1)
Объект культурного наследия № 7810034003, 

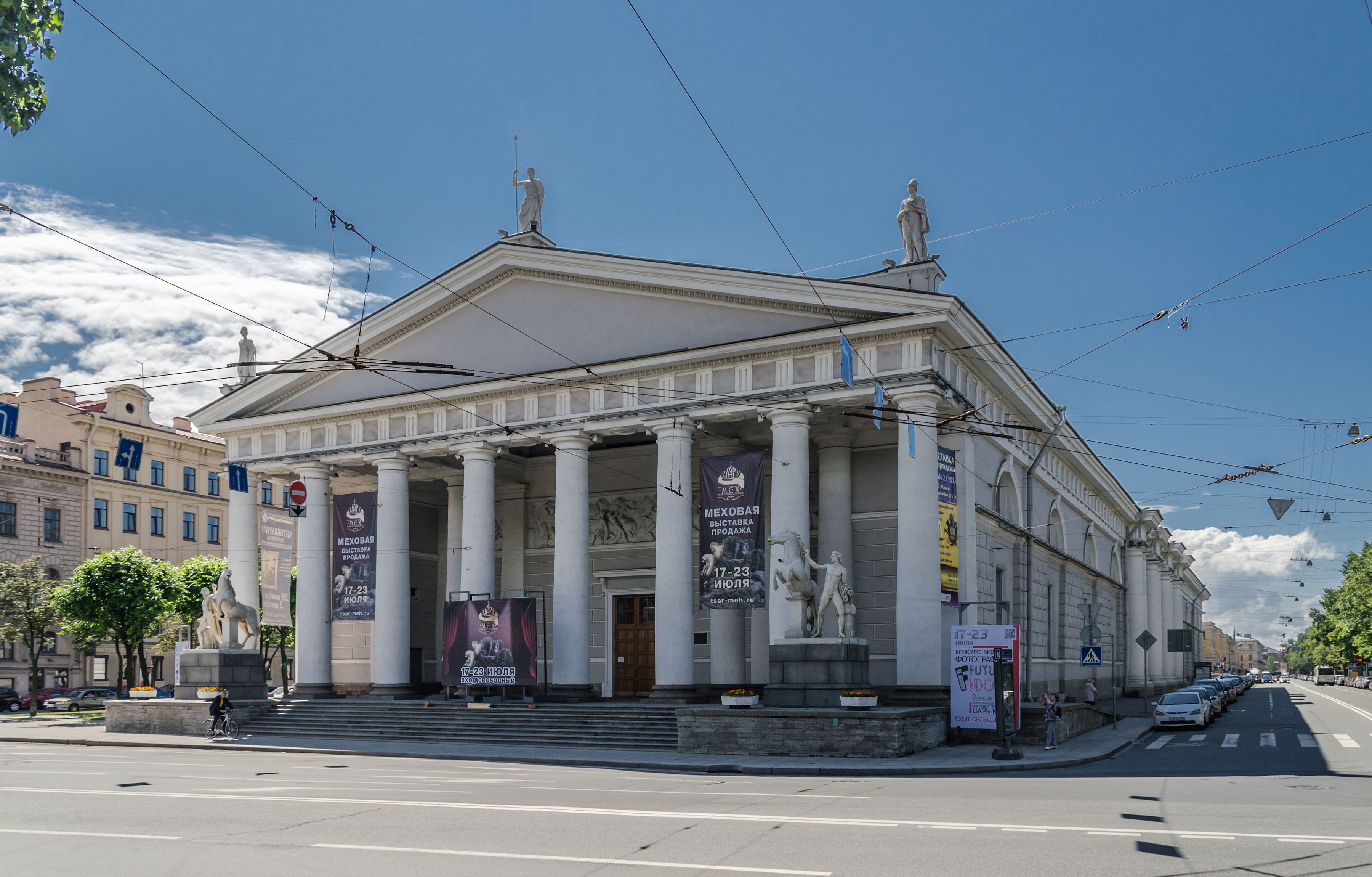
Конногвардейский манеж

Адрес: Исаакиевская площадь, 1, Конногвардейский бульвар, 2
Здание конногвардейского манежа было построено в 1804—1807 годах под руководством архитектора Джакомо Кваренги в стиле классицизм. Здание зажато между улицей Якубовича и Конногвардейским бульваром, главный фасад обращён на Сенатскую и Исаакиевскую площади. На 1807 год длина здания составляла 60 саженей, ширина — 16. Манеж играет немалую роль в формировании архитектурного ансамбля прилегающих площадей, перспективы Адмиралтейского проспекта. В 1931 году здание переоборудовали под гараж для МГБ. С 1970-х по настоящее время здание используется как выставочный центр, где регулярно проводятся фестивали, биеннале, ежегодные выставки.
Основной фасад искусно обработан портиком, представляющим собой лоджию, ограниченную дорическим ордером и состоящим из 8 колонн, фриза и треугольного фронтона. Фронтон украшен скульптурами работы Трискорни. Ранее фронтон был украшен также терракотовыми барельефами Иенсена, которые впоследствии были удалены с фасада. Здание — двухэтажное (с 1931 года), по углам оформлено пилястрами, завершено антаблементом. Стены и колонны кирпичные, но отштукатуренные. Кровля железная.
В 1806 году Кваренги заказал в Италии уменьшенные копии знаменитых мраморных Диоскуров — Кастора и Поллукса, установленных в Риме перед Квиринальским дворцом. Каждая композиция представляет собой юношу (Кастора или Поллукса), укрощающего коня. Скульптурные группы известны во многом из-за своей пластичности и монументальности. Обе фигуры были закончены Паоло Трискорни в 1810, однако доставлены в Россию в Кронштадт только в августе 1816. В 1817 году Диоскуры были установлены на гранитные постаменты с двух сторон от главного фасада манежа. В период с 1840 по 1954 год Диоскуры стояли у фасада, противоположного основному.

### Исаакиевский собор
Объект культурного наследия № 7810033001, 
Адрес: Исаакиевская площадь, 4

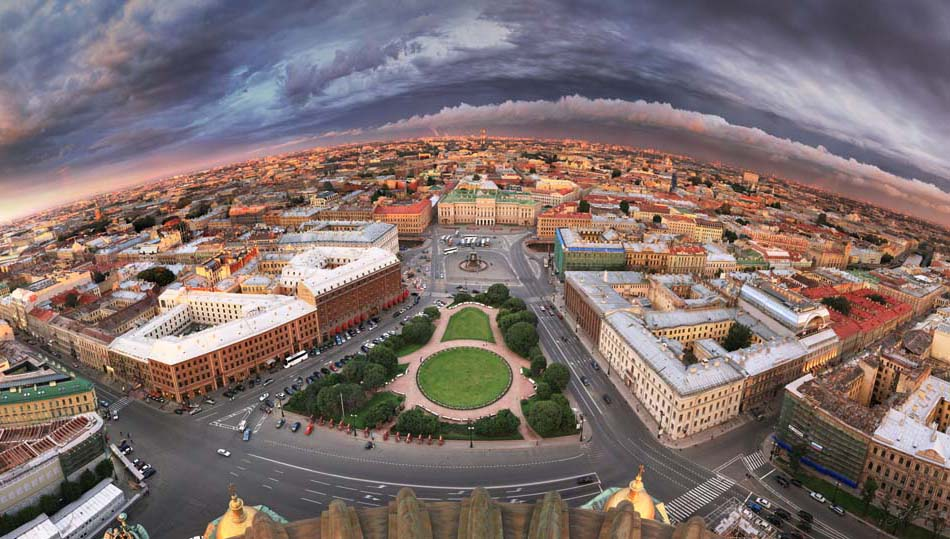
Вид на Исаакиевскую площадь и сквер со смотровой площадки собора

Исаакиевский собор (ранее — Исакиевский, сокр. Исаакий) выполнен в стиле поздний классицизм по проекту архитектора Огюста Монферрана. Собор возводился в период с 1818 по 1858 годы. В настоящее время достигает в высоту 101,5 метра, позолоченный купол храма видно почти отовсюду в историческом центре. По размерам купол Исаакиевского собора уступает только куполам соборов Святого Петра в Риме, Святого Павла в Лондоне и Санта-Мария-дель-Фьоре во Флоренции. Будучи крупнейшим храмом города на Неве, собор (наравне с Петропавловским собором и Адмиралтейством) является вертикальной архитектурной доминантой не только прилегающих площадей, но и всего города. Возведение собора ознаменовало новый этап в развитии строительных технологий в России. Существующий храм — четвёртый по счёту храм в честь Исаакия Далматского, построенный в Санкт-Петербурге. В 1928 году в связи с советской антирелигиозной кампанией храм закрыли. В период с 1930 по 1937 год в Соборе размещался Антирелигиозный музей. За время Великой Отечественной войны Исаакий разрушен не был, однако пострадал, в связи с чем впоследствии реставрировался. Службы в Соборе возобновились в 1992, но проходили нерегулярно. В 2002 году службы стали регулярными. В настоящее время в Исаакиевском соборе действует одноимённый государственный музей.
Исаакиевский собор — восьмистолповый, крестово-купольный храм. Собор с четырёх сторон обрамляется четырьмя восьмиколонными портиками. Вместе с портиками размеры собора составляют 111,5 × 97,6 × 111,5 метра. Центральная часть собора подчёркивается подкупольным квадратом, образованным четырьмя опорными пилонами, поставленными шире остальных. Благодаря этому главный купол чётко вписывается в квадрат пилонов и исключается его провисание. По углам основного объёма установлены четыре колокольни, как бы врезанные в стены, но расположены ближе к центральному куполу. Цоколь собора облицован гранитом, стены и пилоны — гранитом и песчаником. В портиках и вокруг барабана было установлено 72 гранитные монолитные колонны. Декоративная наружная скульптура, капители выполнены из бронзы, кровля — медная. Купол тоже медный, но позолоченный. В апреле 1839 года начались работы под руководством французского скульптора Германа по созданию 24 бронзовых статуй, «высотой каждая в 4 аршина, изображающие святых греко-российского исповедания». Статуи призваны были смягчить переход от барабана к куполу.

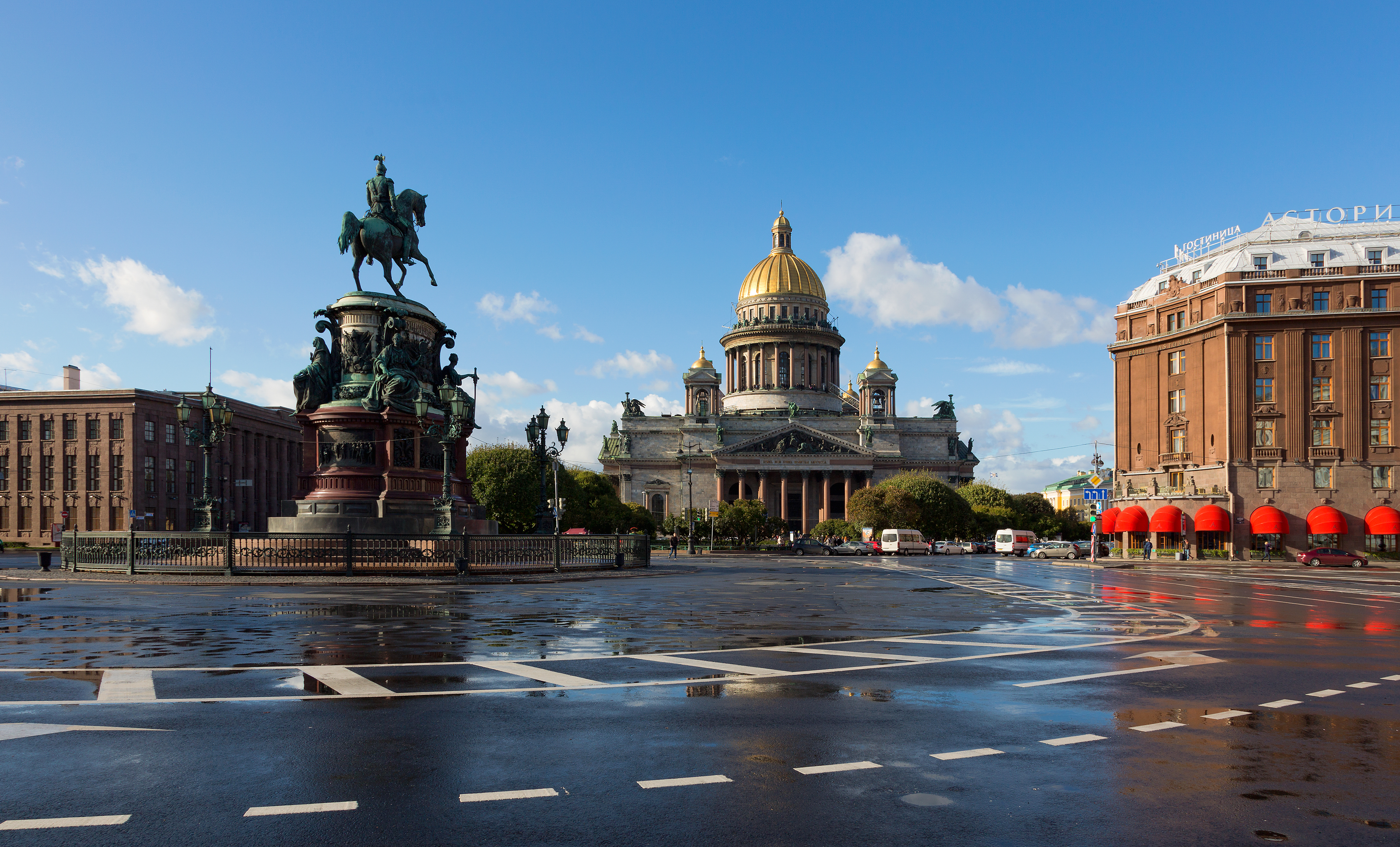
Исаакиевский собор, площадь и памятник Николаю I. Вид со стороны Мариинского дворца

На Исаакиевскую площадь выходит южный фасад храма. На южном фронтоне портика при входе в музей — барельеф на тему священного писания — «Поклонение волхвов» (1839—1844, скульптор Витали): в центре на троне — 6-метровая фигура Богородицы с Младенцем на руках в окружении волхвов; по правую руку от Богородицы, склонив голову, стоит её муж — святой Иосиф; по левую — старик с ребёнком, направленные в сторону центральной фигуры. На углах южного фронтона также установлены фигуры православных апостолов: святого Матфея, святого Андрея и святого Филиппа. В 1844—1845 по проекту А. В. Логановского в нишах южного портика были установлены рельефы «Избиение младенцев» и «Ангел, извещающий пастухов о рождении Христа». Эти рельефы отличаются не только мастерски выдержанными пропорциями, но и перегруженностью мелкими деталями и фигурами. Южные (выходящие на Исаакиевскую площадь) двери были изготовлены в период с 1841 по 1846 год из дуба и бронзы всё тем же скульптором Витали. Массивные двери оформлены рельефами («Спор Христа с фарисеями» и «Бегство в Египет»), в центр створок помещены статуи Архангела Михаила и Александра Невского.

### Исаакиевский сквер
Объект культурного наследия № 7810033002, 

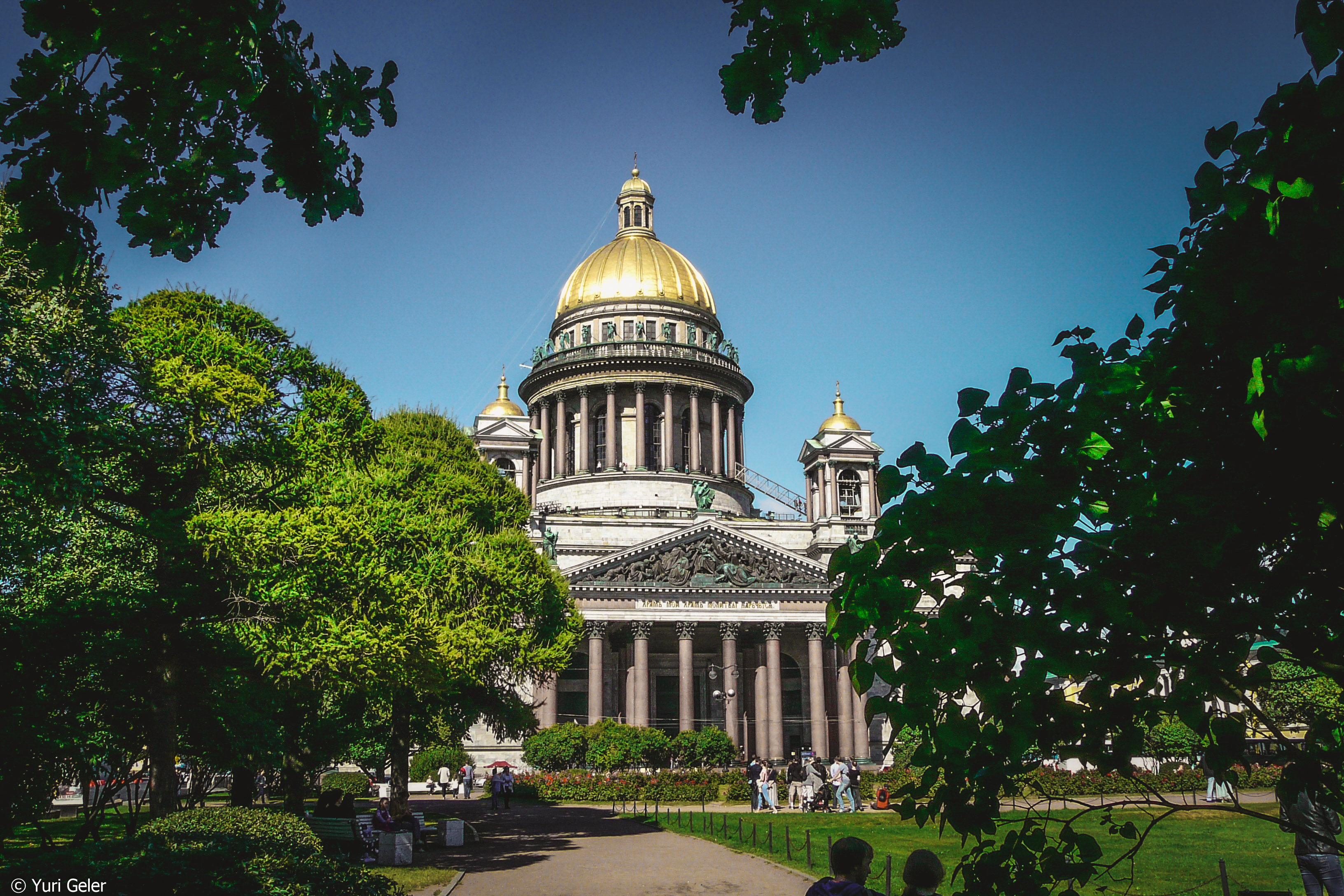
Исаакиевский сквер

Исаакиевский сквер имеет трапециевидную форму. Площадь сквера составляет 0,77 га, за что последний был прозван в народе «пятачком». Обнесён низким поребриком (бордюром) из красного гранита. В центре сквера — газон и крупная круглая клумба, разделённые дорожками. По краям расположены зелёные насаждения: подстриженные деревья, кустарники. Регулярный партерный сквер является типичным образцом садово-паркового ансамбля второй половины XIX века.
Сквер открылся 19 июля 1860 года. В течение последующих лет он претерпел ряд изменений (перепланировка 1865—1867; вырубка деревьев в 1910; перепланировка 1911—1912).

### Памятник Николаю I
Объект культурного наследия № 7810032000,
Памятник Николаю I — конный монумент в центре Исаакиевской площади, установленный в честь российского императора Николая I. Является образцом архитектурного стиля необарокко. Памятник сооружался в 1856—1859 годах, торжественно открыт летом 1859 года.

### Дом Лобанова-Ростовского — Здание военного министерства (№ 2)
Объект культурного наследия № 7810005000

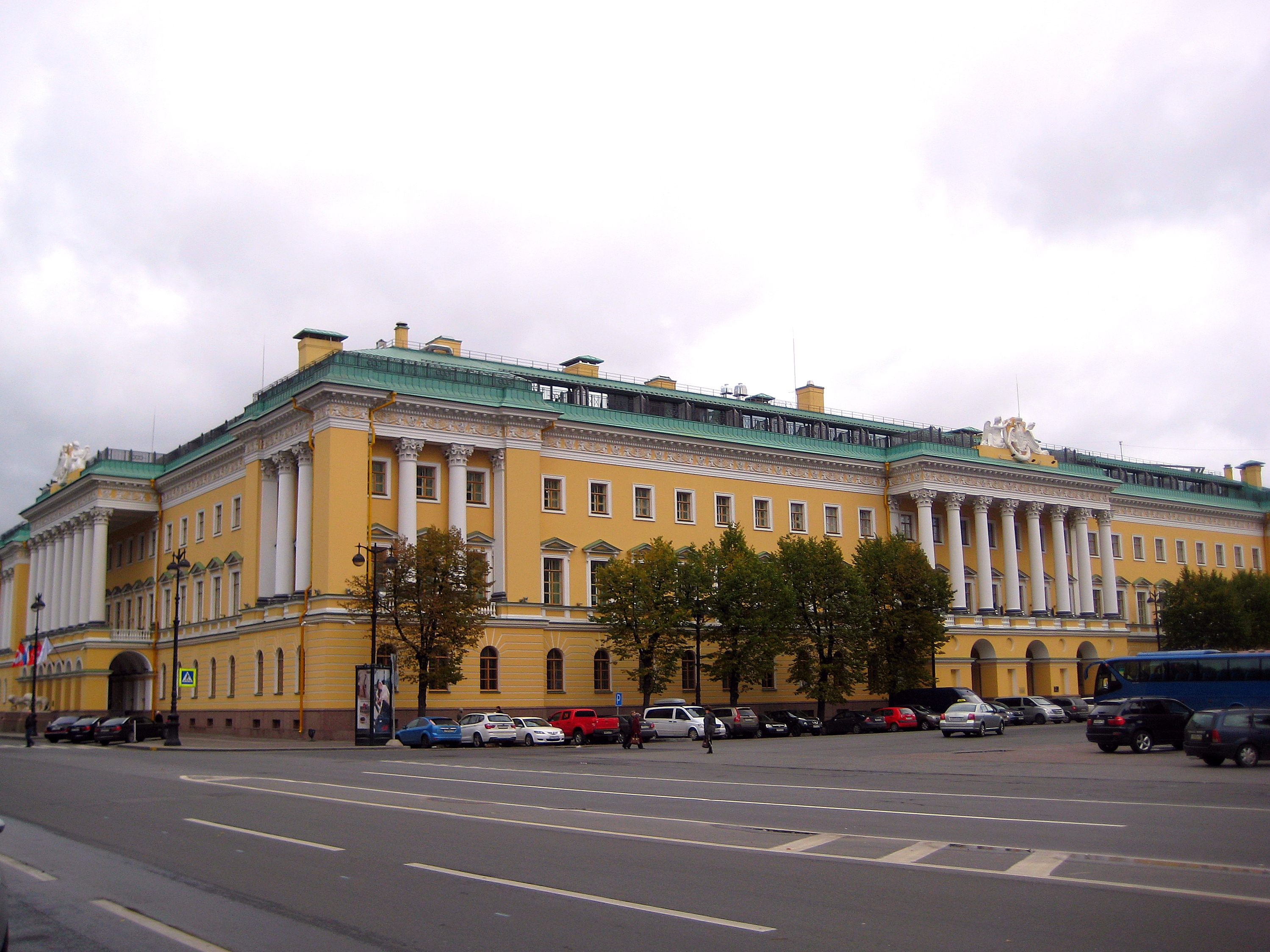
Дом Лобанова-Ростовского

Адрес: Адмиралтейский проспект, 12, Исаакиевская площадь, 2, Вознесенский проспект, 1
Дом А. Я. Лобанова-Ростовского. 1817—1820 гг., арх. О. Монферран, ск. П. Трискорни.

### Особняк Миллера (№ 3)
Адрес: Исаакиевская площадь, 3, улица Якубовича, 2
Особняк К. Л. Миллера (а также доходный дом) были перестроены в 1879—1880 годах архитектором, академиком Фердинандом Логиновичем Миллером в архитектурном стиле эклектика на основе старых построек конца XVIII века.
В 2005—2007 годах в рамках городской программы проходил реставрационный ремонт лицевого фасада особняка.

### Министерство государственных имуществ

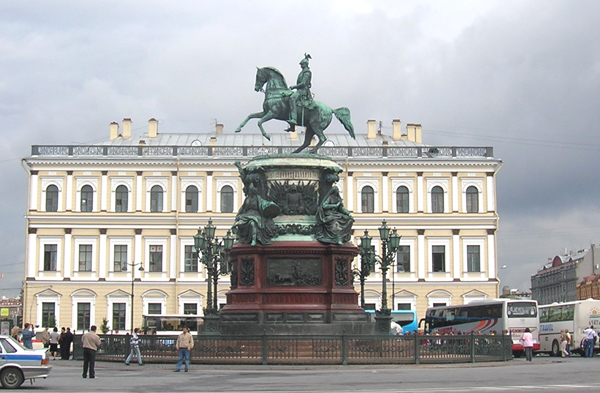
Вид на памятник императору Николаю I и дом № 4

#### Дом 4
Объект культурного наследия № 7810039000
Адрес: Исаакиевская площадь, 4 (Большая Морская улица, 42, набережная Мойки, 87
Бывшее Министерство государственных имуществ (Министерство земледелия), арх. Н. Е. Ефимов (1844—1850).

#### Дом 13
Объект культурного наследия № 7810040000
Адрес: Исаакиевская площадь, 13, Большая Морская улица, 44, набережная Мойки, 89
Бывший дом Министра государственных имуществ, арх. Н. Е. Ефимов, Л. Л. Бонштедт (1847—1853).

### Особняк Зубова (№ 5)
Объект культурного наследия № 7810035000
Адрес: Исаакиевская площадь, 5
Дом А. А. Закревского (П. А. Зубова) с дворовыми флигелями: XVIII в., 1843—1847 гг., арх. Г. Э. Боссе, 1870 г., арх. К. К. Щульц

### Мариинский дворец (№ 6)
Объект культурного наследия № 7810036000, 

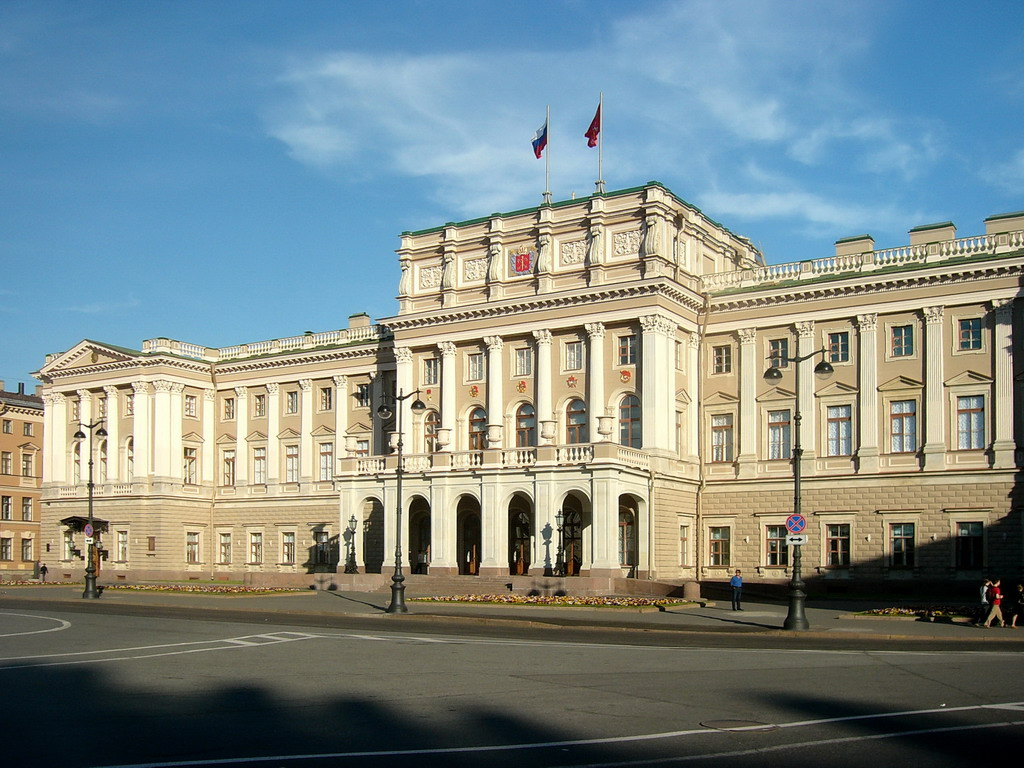
Вид на Мариинский дворец с Синего моста

Адрес: Исаакиевская площадь, 6, переулок Антоненко, 1, Вознесенский проспект, 14
Мариинский дворец выстроен в 1839—1844 годах в стиле позднего классицизма зодчим Андреем Ивановичем Штакеншнейдером (дворец является первой крупной работой архитектора) на месте дворца графа Чернышёва. Здание предназначалось для дочери Николая I великой княжны Марии Николаевны в качестве подарка на свадьбу. 25 мая 1845 года дворец был освящён. В 1884 выкуплен государством для размещения Государственного Совета и некоторых других госдуарственных учреждений. После февральской революции 1917 года дворец занимали различные городские учреждения. В октябре 1945 в строение въехал Ленсовет. 14 декабря 1994 года начало свою работу в Мариинском дворце Законодательное собрание Санкт-Петербурга.
Асимметричный в плане дворец (правое крыло на 30 метров короче левого) выстроено из камня, имеет 3 этажа. На Исаакиевскую площадь выходит северный (главный) фасад бывшей великокняжеской резиденции. Главный фасад акцентирован тремя ризалитами: одним центральным и двумя боковыми. Центральный обработан высоким аттиком. Боковые ризалиты украшены 3-угольными фронтонами. Нижний этаж по всей длине рустован. Два верхних объединены колоннами и пилястрами коринфского ордера. К подъезду пристроена открытая аркада, которая поддерживает балкон.

### Доходный дом Китнера (№ 7)
Адрес: Исаакиевская площадь, 7, Почтамтская улица, 1
Постройка середины XVIII в. — автор не установлен; 1832 г. — арх. Л. А. Шауфельбергер — надстройка; 1847—1848 гг. — арх. Г. А. Боссе (Боссе Г. Э.), арх. Н. Е. Ефимов — перестройка.

### Доходный дом Шиля (Вознесенский проспект, 8)
Объект культурного наследия № 7810021000

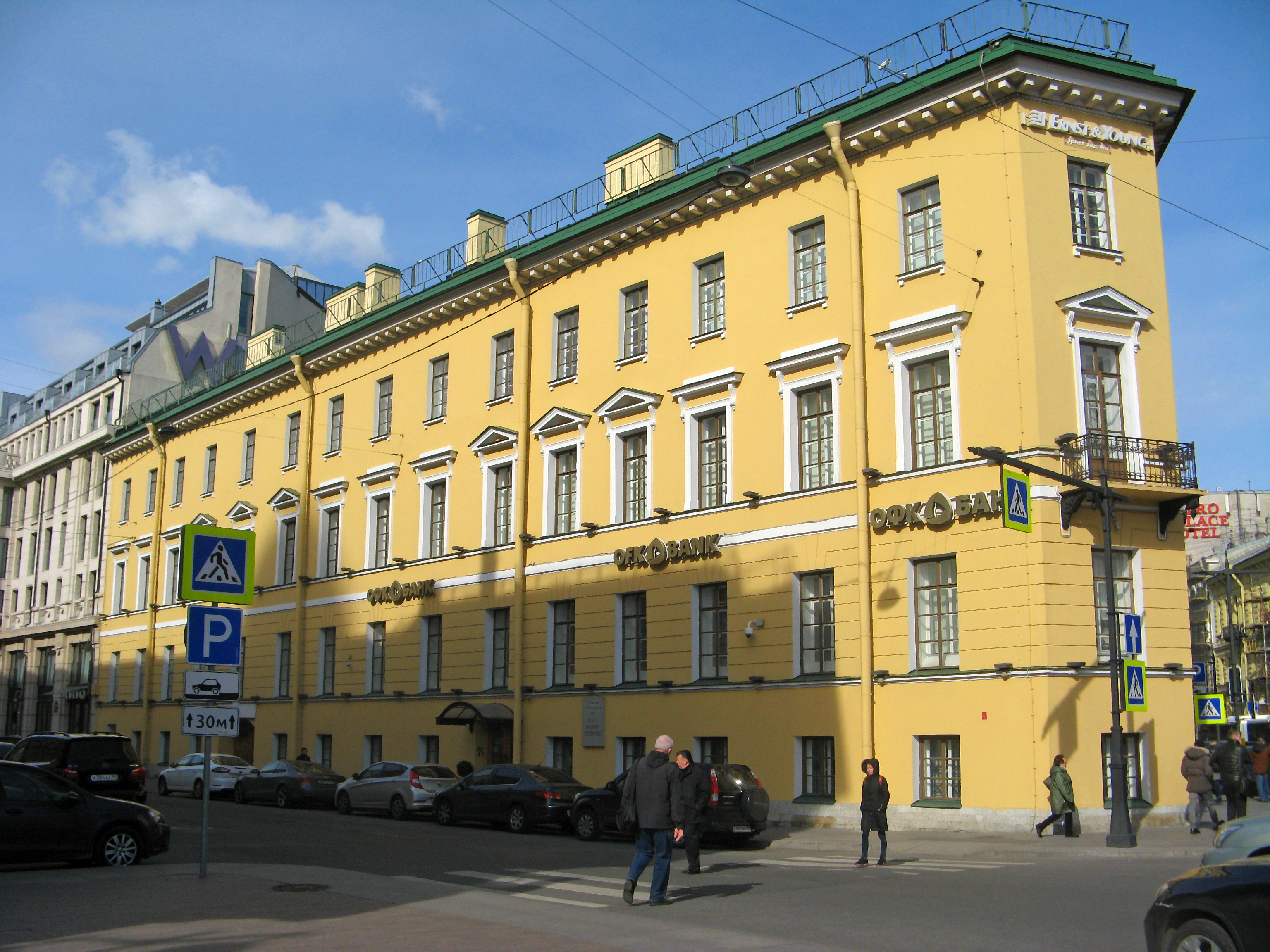
Дом Шиля

Адрес: Малая Морская улица, 23, Вознесенский проспект, 8
Гостиница «Париж» основана в 1804 году Луи ван Вельсенерсом. После смерти основателя дело перешло его сыну Филиппу, который в 1857 г. передал его П. П. Вайтенсу, мужу единственной дочери. В 1884 г. гостиница перешла в наследство трём его сыновьям, младший из которых, Андрей Петрович Вайтенс, приобрёл её у братьев в 1889 г. по раздельному акту в единоличное владение.
1832 год — арх. А. Х. Пель — перестройка. В 1847—1849 годах в доме снимал комнату Ф. М. Достоевский, где был арестован 23 апреля 1849 г. по делу Петрашевского. Памятник истории федерального значения. Ныне бизнес-центр «Белые ночи». В начале 2011 г. на торгах Фонда имущества здание по цене 205 млн рублей приобрёл нынешний арендатор здания — ЗАО «Гоголя, 23».

### Дом Мятлевых (№ 9)
Объект культурного наследия № 7810037000, 

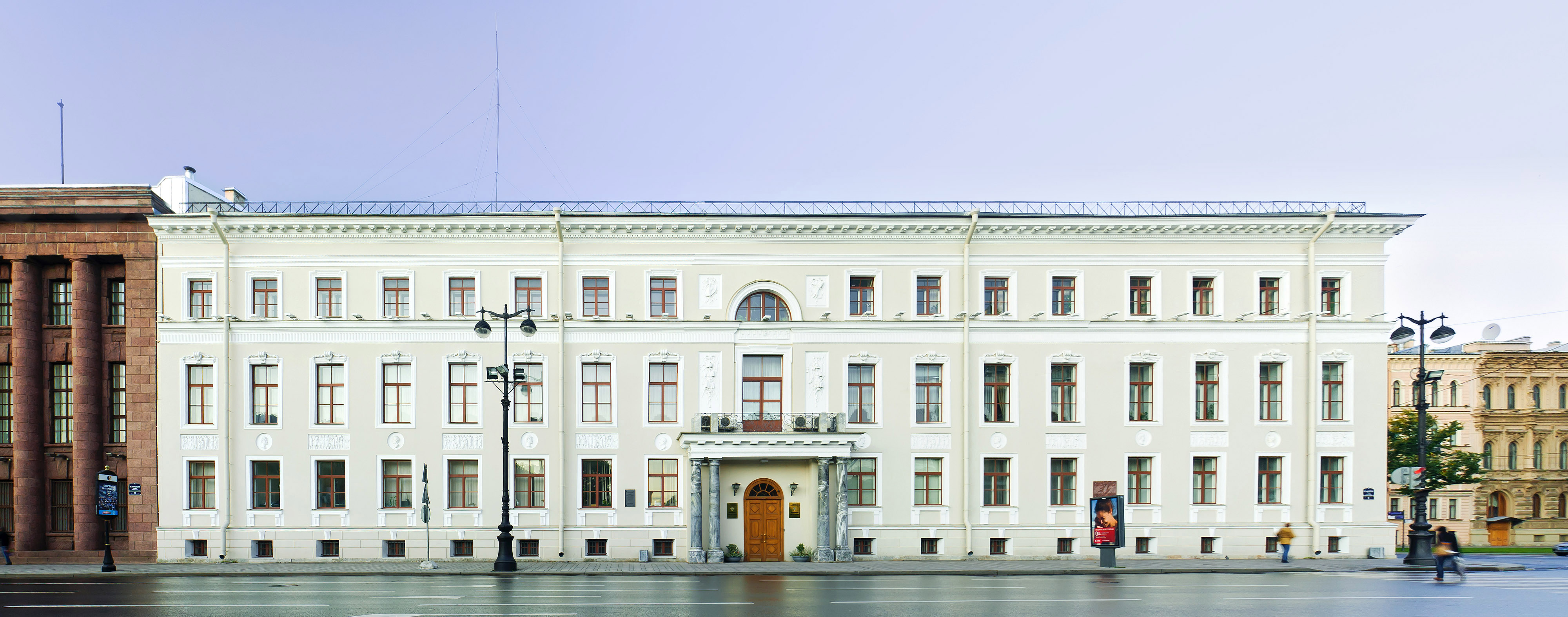
Дом Мятлевых

Адрес: Исаакиевская площадь, 9, Почтамтская улица, 2
Дом Мятлевых (реже — дом Мятлева; в 1820—1830-е стал известен как Исаакиевский дом или Дом у Исаакия) возведён в стиле раннего классицизма неизвестным зодчим (возможно, это был Жан-Батист-Мишель Валлен-Деламот, либо Антонио Ринальди, либо Юрий Матвеевич Фельтен) в 1760-е, в связи с чем этот дом считается старейшим сохранившимся до наших дней зданием на площади. Здание изначально было жилой резиденцией (с XIX века — семьи Мятлевых) и оставалось таковой вплоть до революции 1917 года. В разное время дом посещали именитые деятели искусства, европейские философы, члены царской семьи, городская аристократия, высший свет; одно время тут размещался видный петербургский политический салон. В годы советской власти в национализированном здании расположились разнообразные связанные с культурой структуры (в которых числились известные художники), а также общественные учреждения и склады. Ныне в здании размещена въехавшая в 1990-е городская прокуратура.

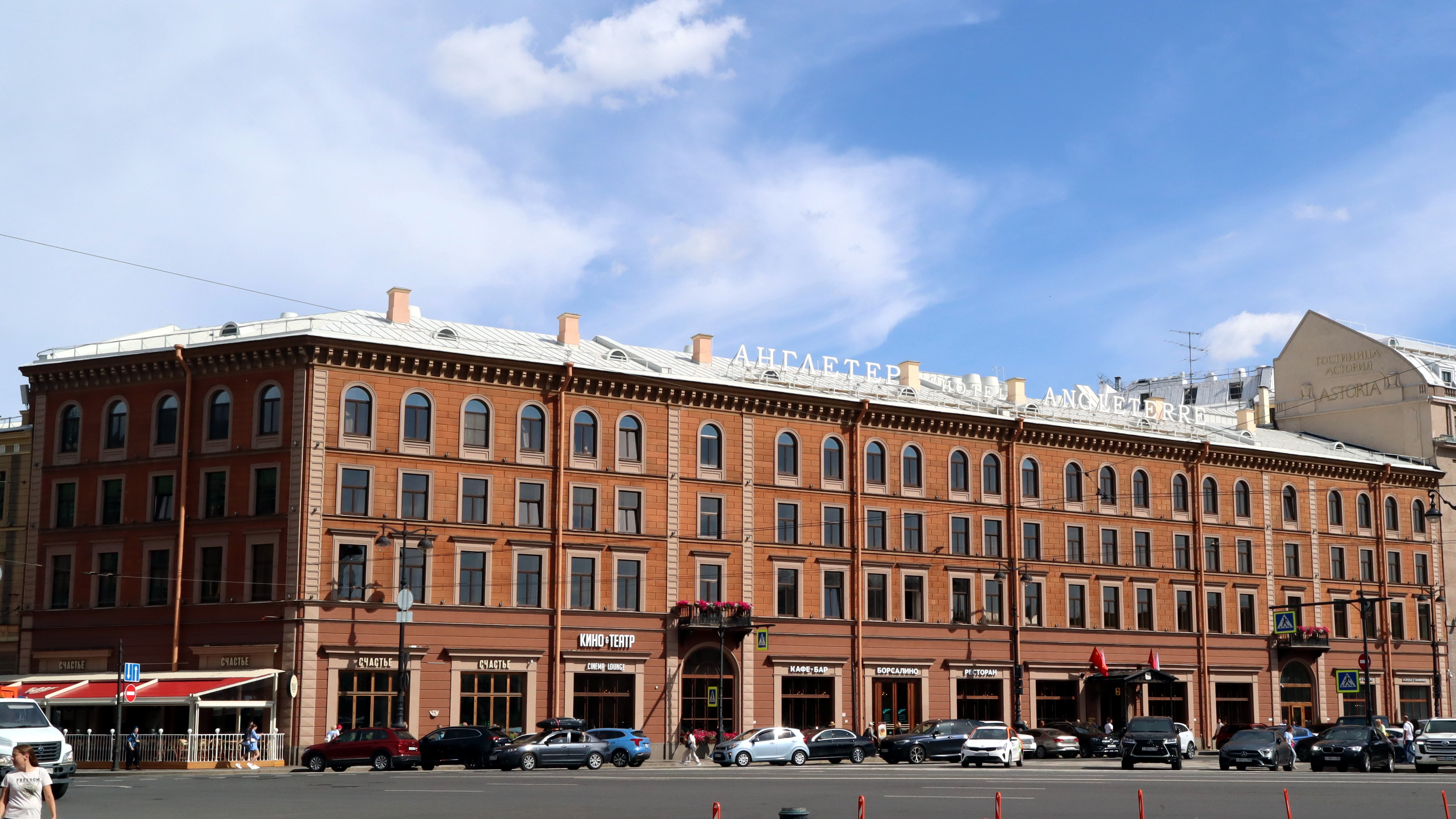
«Англетер» в 2023 году

На Исаакиевскую площадь выходит главное здание (и главный фасад) особняка — прямоугольный в плане, трёхэтажный, с высоким цоколем. Кровля железная, окна — прямоугольные, оформленные барельефами, карнизами и другими архитектурными деталями. Центральный вход исполнен в виде портика: четыре колонны тосканского ордера поддерживают оформленный кованной решёткой балкон второго этажа. Дверь на балкон с обоих боков обрамлена рядом прямоугольных филёнок с резными барельефами, над дверью расположено полуциркульное окно, также окружённое скульптурными вставками. На стенах дома закреплены несколько памятных досок: посвящённая пребыванию французского философа Дени Дидро и русскому художнику Казимиру Малевичу.

### «Англетер»
Адрес: Малая Морская улица, 24, Вознесенский проспект, 10
Гостиница «Англетер» (доходный дом С. Поггенполя). Здание построено в нач. XIX в.; 1845—1846 гг. — арх. А. Робен — перестройка, надстройка; 1876 г. — переоборудовано под гостиницу; 1988—1991 гг. — здание полностью снесено, затем воссоздано.

### б. Германское посольство (№ 11)
Объект культурного наследия № 7810038000 

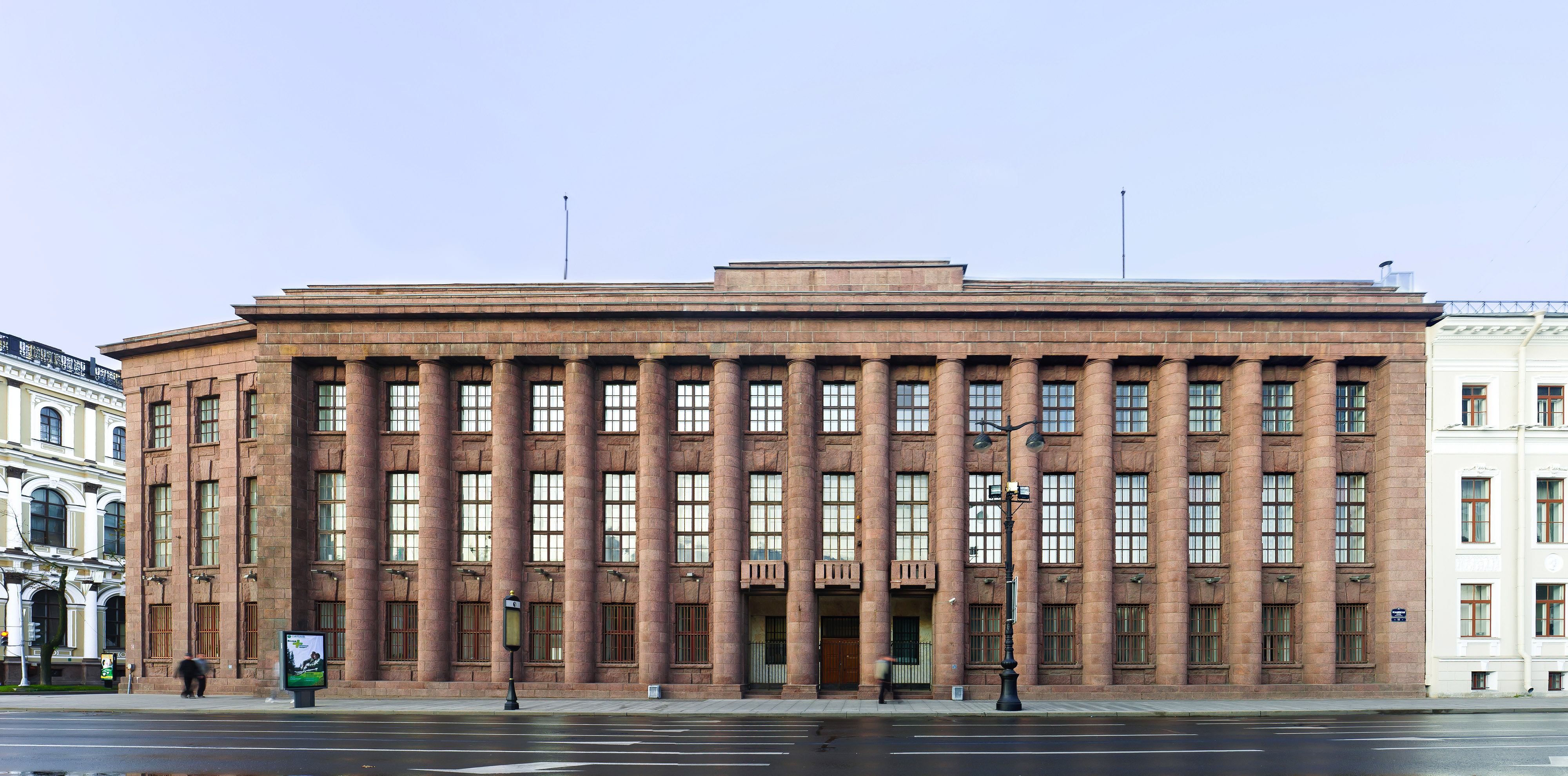
Бывшее германское посольство

Адрес: Исаакиевская площадь, 11, Большая Морская улица, 41
1911—1913 гг., немецкий архитектор Петер Беренс.
В настоящее время в этом здании располагается Главное управление Министерства юстиции России по Санкт-Петербургу.

### «Астория»
Объект культурного наследия № 7810065000

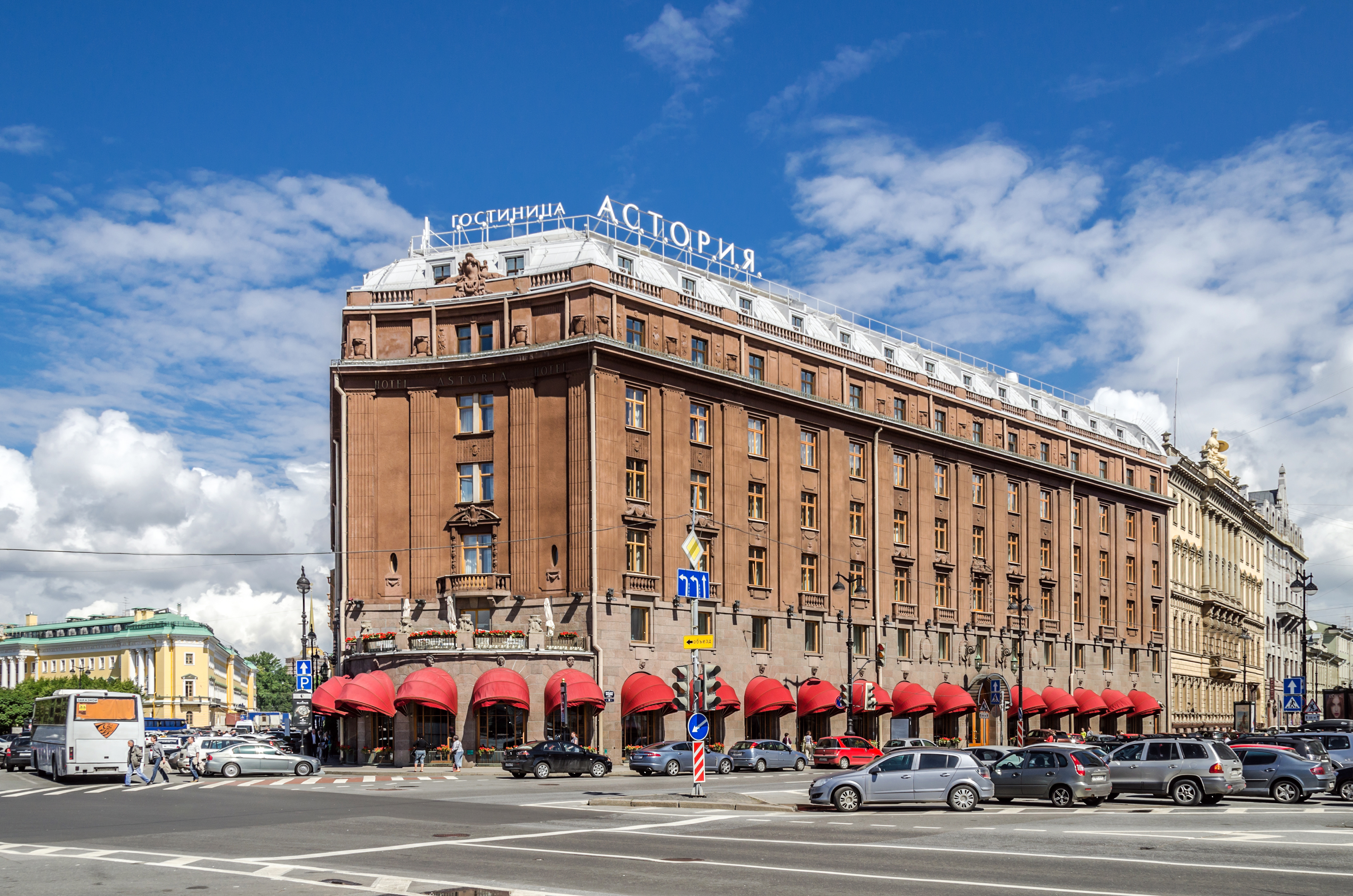
Гостиница «Астория»

Адрес: Большая Морская улица, 39, Вознесенский проспект, 12
Гостиница «Астория» строилась в 1911—1912 годах по проекту известного петербургского архитектора Ф. И. Лидваля, а название получило в память о фешенебельных нью-йоркских отелях, которыми владели двоюродные братья Асторы. На этом месте ещё в конце XIX в. стоял особняк князя А. Львова. В начале XX в. участок с домом приобрело английское акционерное общество «Палас-Отель» для строительства гостиницы с дорогими номерами.

## География
Исаакиевская площадь с запада на восток пересечена рекой Мойкой, из-за чего расположена частично на 2-м Адмиралтейском острове, частично на Казанском острове, относится к Адмиралтейской стороне. Высота площади над уровнем моря типична для центральных районов города и составляет примерно 1—5 метров. Площадь неоднократно затапливалась во время наводнений.
Исаакиевская площадь не менее другим пространствам в центре города была подвержена наводнениям. Основными причинами принято считать близость к водоёмам (Неве и Мойки), а также высоту площади над уровнем моря (1—5 метров). Самое узкое место Большой Невы (363 метра) расположено именно на уровне Исаакиевского собора, что также является важным фактором затопляемости этих земель. Площадь подтапливалась при всех больших наводнениях. До наших дней сохранилось немало сведений о ходе бедствий, об уроне, нанесённом водой в окрестностях Исаакиевской площади.

## Транспорт
Исаакиевская площадь — транспортный узел в центре города. Её пересекают Вознесенский проспект и Большая Морская улица (в прошлом — проспект Майорова и улица Герцена). Площадью заканчивается Малая Морская улица и начинается Почтамтская. Именно на Исаакиевской площади появилась одна из первых в городе стоянок для частных извозчиков.
Ближайшей станцией метро является  «Адмиралтейская». Также неподалёку от площади находятся станции:  «Невский проспект», «Сенная площадь»,  «Гостиный двор», « Садовая».
На площади есть остановки наземного общественного транспорта «Исаакиевская площадь» и «Исаакиевский собор». На них останавливаются автобусы № 10, 70, 71; троллейбусы № 5, 22. Ранее по Вознесенскому проспекту через площадь до вокзалов ходили частные дилижансы, практически полностью исчезнувшие к 1910 году. К тому же времени восходит и развитие автобусной сети. Неподалёку от Исаакиевской площади действуют остановки «Малая Морская улица» и «Адмиралтейский проспект». На Адмиралтейском проспекте в 1907 году открылось движение городского электрического трамвая (линия закрыта 1997 году). В 1929 году была построена трамвайная линия на Вознесенском проспекте. Эта линия, проходившая непосредственно через площадь, проработала до Великой Отечественной войны.
В 2009 году два участка на Исаакиевской площади были внесены в перечень мест, которые предполагалось оборудовать автомобильными парковками. В этот список вошли участки между Мариинским дворцом и рекой Мойкой и между Исаакиевским сквером и Синим мостом. В декабре 2011 года в непосредственной близости с Исаакиевской площадью открылась новая станция метро — «Адмиралтейская».

## В искусстве
Оценка архитектурному ансамблю площади даётся в литературной сказке Антония Погорельского «Чёрная курица, или Подземные жители», написанной в 1829 году.

Исаакиевский мост, узкий в то время и неровный, совсем иной представлял вид, нежели как теперь; да и самая площадь Исаакиевская вовсе не такова была. Тогда монумент Петра Великого от Исаакиевской площади отделён был канавою; Адмиралтейство не было обсажено деревьями, манеж Конногвардейский не украшал площади прекрасным нынешним фасадом, — одним словом, Петербург тогдашний не то был, что теперешний.
— Антоний Погорельский. Чёрная курица, или Подземные жители. — 1829.
В книге «Россия в 1839 году» её автор — маркиз Астольф де Кюстин неоднократно приводит описания Санкт-Петербурга, и вместе с тем — Исаакиевскую площадь.

На одном из краев огромного поля высится громада собора Святого Исаака, бронзовый купол которого наполовину закрыт лесами;<…> Всех поименованных мною зданий достало бы на застройку целого города, в Петербурге же они не заполняют одну-единственную площадь — эту равнину, где произрастают не хлеба, но колонны.
— Кюстин, Астольф де. Письмо одиннадцатое // Россия в 1839 году.
|                                                                                                |                                                                                          |                                                                              |
| Шульц К. К. (1823—1876), «Вид памятника Николаю I на Исаакиевской площади», конец 1850-х годов | Садовников В. С., «Парад при открытии памятника Николаю I на Исаакиевской площади», 1859 | Садовников В. С., «Открытие памятника Николаю I на Мариинской площади», 1859 |

Исаакиевская площадь и объекты на ней фигурирует в ряде произведений ленинградских художников: В. И. Викулова (1957), Э. Я. Выржиковского (1957), А. П. Коровякова (1957), А. Н. Семёнова (1961), А. М. Семёнова (1961), А. Н. Прошкина (1963).
В ноябре 2002 года в Конногвардейском манеже открылась выставка «Исаакиевская площадь. Образы», на которой демонстрировались предметы, документы и другие материалы, относящиеся к коллекциям 20 музеев, библиотек и архивов. Тематикой выставки в основном была история Исаакиевской площади. Экспонаты были призваны рассказать о происходивших здесь исторических событиях, о формировании этого архитектурного ансамбля, а также об известных персоналиях, так или иначе связанных с площадью.

### Вгородских легендахи фольклоре
Памятник Николаю I и памятник Петру I — Медный всадник обращены в одну сторону, расположены примерно на одинаковом удалении от Исаакиевского собора примерно на одной и той же оси, но по разные стороны от храма. Существует легенда, что спустя день после торжественного открытия памятника Николаю на ноге коня появилась табличка из дерева. На ней было написано: «Не догонишь!» Пётр I был для Николая I кумиром, хотя многие замечали, что по большому счёту сходства в двух императоров нет. По этому поводу Александр Сергеевич Пушкин как-то написал в своём дневнике: «В нём [Николае I] много от прапорщика и мало от Петра Великого». Легенда о деревянной табличке, а также отношение народа к этому императору породило множество популярных среди горожан поговорок: «Коля Петю догоняет, да Исакий мешает», «Дурак умного догоняет, но памятник ему мешает» или «Дурак умного догоняет, да Исаакий мешает». Другие предания говорили о существовании надписей на памятнике несколько иного содержания схожего смысла и происхождения: «Далеко кулику до петрова дня», «Фельдфебелю — портной» (вторая половина XIX века). В конце концов в народе появился каламбур «Медный всадник и чугунных задник» («чугунный задник» — это, очевидно, монумент Николаю).
Со взаимным расположением как памятников Николаю I и Петру I на Исаакиевской и Сенатской площади соответственно, так и других элементов ансамбля связаны несколько других легенд.
- В своё время ходил слух, согласно которому дочь Николая I великая княжна Мария Николаевна отказывалась жить в Мариинском дворце после установки на площади перед ним памятника покойному императору, обосновывая это тем, что монумент обращён спиной к дворцу княжны. В этом совпадении Мария Николаевна усматривала знамение того, что покойный отец отвернулся от неё.
- Несколько позже говорили, что стоило императору Николаю II предложить своей фаворитке Матильде Феликсовне Кшесинской поселиться в Мариинском дворце, та ответила отказом, объяснив свой поступок тем, что два императора (Николай I и Пётр I, памятники которым были обращены к дворцу спиной) уже отвернулись от резиденции, и ей бы не хотелось, чтобы так поступил и третий самодержец — собственно, Николай II[81].

В первой трети XIX века в столице была распространена другого рода легенда. Ходила байка о неком Яковлеве, который, будто бы, накануне разрушительнейшего петербургского наводнения 1824 года гулял по городу. Когда же началось стихийное бедствие, и вода начала прибывать, Яковлев направился домой, однако, добравшись до располагающегося на площади дома Лобанова-Ростовского, понял, что пройти дальше просто невозможно. В результате Яковлев взобрался на одну из скульптур львов, «смотревших» на затопленный город «с подъятой лапой, как живые». Яковлев спасся, так как на льве «просидел все время наводнения». В конце концов, легенда нашла отражение в поэме Александра Сергеевича Пушкина «Медный всадник»:
…На площади Петровой,

Где дом в углу вознесся новый,

Где над возвышенным крыльцом

С подъятой лапой, как живые,

Стоят два льва сторожевые,

На звере мраморном верхом,

Без шляпы, руки сжав крестом,

Сидел недвижный, страшно бледный,

Евгений…

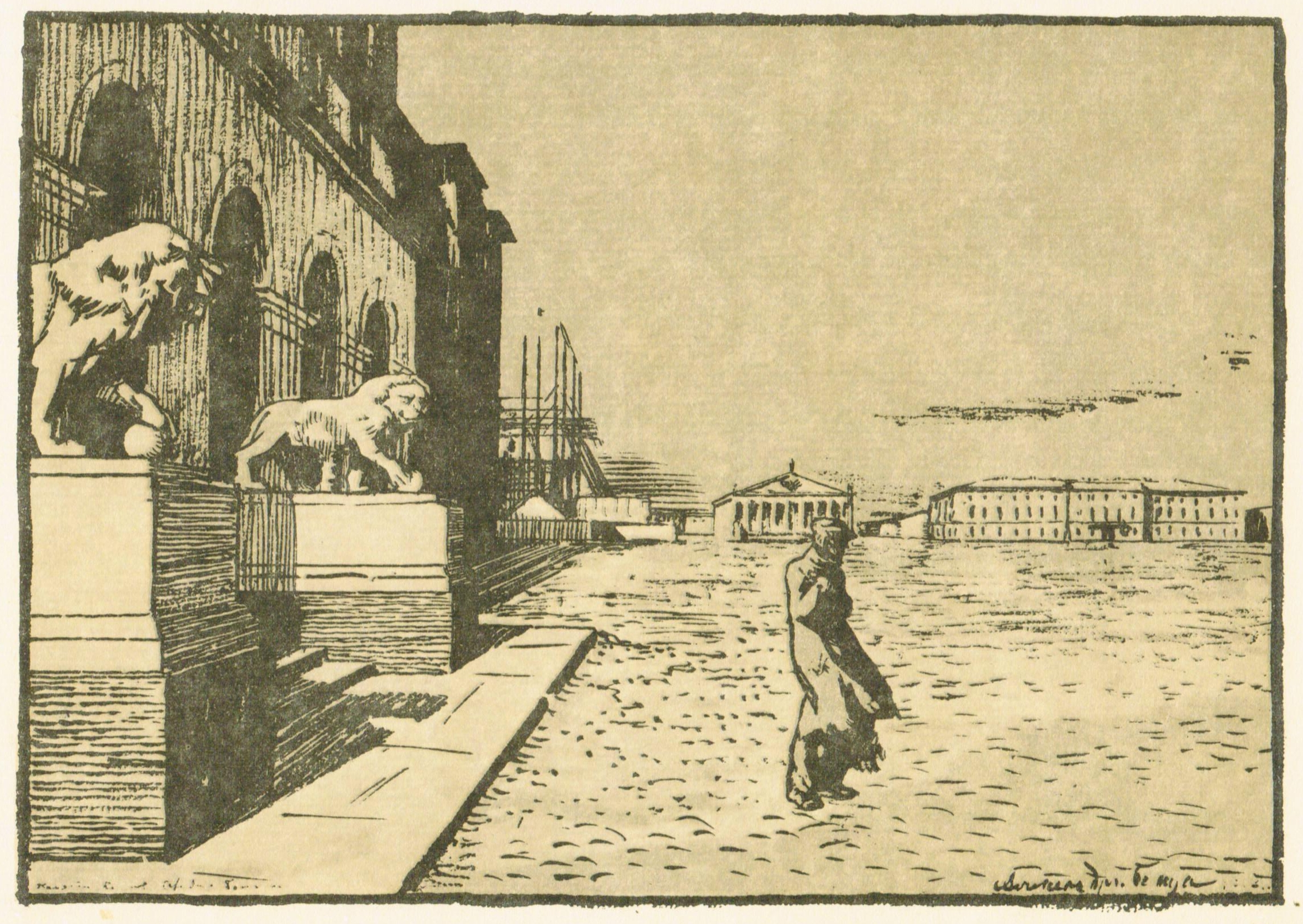
Александр Бенуа. Иллюстрация к поэме «Медный всадник»

По информации публициста Н. А. Синдаловского, в 1970—1980-е в жаргоне петербургских водителей укоренилась топонимическая поговорка «через саки на майнаки», обозначавшая проезд на проспект Майорова (ныне — Вознесенский проспект) через Исаакиевскую площадь.